# Коронавірусна хвороба 2019 у Пакистані
Спалах коронавірусної хвороби 2019 у Пакистані — це поширення пандемії коронавірусної хвороби 2019 на територію Пакистану. Перший випадок на території країни зареєстровано 26 лютого 2020 року в Карачі в студента, який нещодавно перед цим повернувся з Ірану. На 18 березня 2020 року випадки коронавірусної хвороби реєструвалися в усіх 4 провінціях, двох автономних територіях та столичній федеральній території Ісламабад.
Незважаючи на те, що Пакистан займає п'яте місце у світі за чисельністю населення, поки що Пакистан займаєв лише 29-е місце за кількістю смертей (приблизно 23087) і 29-е місце за кількістю підтверджених випадків (приблизно 1011708). Однак ці цифри не включають недорахунок заражень COVID-19 в країні. У країні був оголошений загальнонаціональний локдаун з 1 квітня до 9 травня, який пізніше двічі продовжувався. Після завершення дії локдауну вихід з обмежень проходить поетапно.
Наразі Пакистан пережив три різні хвилі COVID-19. Перша хвиля COVID-19 в країні почалася наприкінці травня 2020 року, досягла піку в середині червня, коли щодня кількість нових підтверджених випадків і щодня кількість нових смертей досягла високих позначок, а потім завершилася в середині липня. Перша хвиля відзначалася низьким рівнем смертності та пройшла дуже раптово, оскільки рівень випадків та смертності почав падати дуже швидко після піку. Після першої хвилі ситуація з COVID-19 у Пакистані покращилася щодо добової кількості нових смертей, а рівень позитивних результатів тестування в країні стабілізувався на низькому рівні. Однак на початку листопада 2020 року кількість випадків та смертність знову почали зростати, кульмінацією стала друга хвиля в країні. Ця хвиля була низькою за своєю інтенсивністю, в основному торкнулася південної провінції Сінд, а її пік припав на середину грудня 2020 року. Третя хвиля в країні почалася в середині березня 2021 року, коли кількість позитивних тестувань та кількість нових підтверджених випадків та смертей за добу почали стрімко зростати. Третя хвиля в основному торкнулася провінцій Пенджаб і Хайбер-Пахтунхва. Ця хвиля досягла піку наприкінці квітня 2021 року, і з того часу показники позитивних тестувань, кількість нових випадків за добу та кількість смертей на добу розпочали спадати.
За даними федерального уряду, до 25 квітня у Пакистані могло очікуватися 50 000 випадків захворювання коронавірусною хворобою. Проте на той час у країні було зареєстровано лише 13000 випадків хвороби, тобто приблизно чверть від очікуваного результату. На початку березня стався великий спалах коронавірусної хвороби серед послідовників мусульманського руху Джамаат Табліг у Лахорі, що склало 27 % випадків у країні до кінця квітня.
У найбільш густонаселеній провінції Пакистану, Пенджабі, було зафіксовано найбільшу кількість підтверджених випадків (334000) і смертей (9770). Сінд, друга за чисельністю населення провінція в країні, перебуває на другому місці за кількістю підтверджених випадків (308000) і смертей (4910), але найбільше постраждала від перших двох хвиль вірусу в Пакистані, і все ще має вищі частки зараження підтверджених випадків, ніж у всіх інших провінціях Пакистану. Ця провінція також займає друге місце за рівнем смертності після Хайбер-Пахтунхви, яка є третьою за чисельністю населення провінцією Пакистану. Також Хайбер-Пахтунхвамає займає третє місце за кількістю підтверджених випадків COVID-19 (129 тисяч), але в неї зареєстровано надзвичайно високий рівнень смертності в 3,03 %, що стало причиною найвищого рівня смертності з усіх провінцій і третього за кількістю смертей (3920). На південному заході країни, у малонаселеній і посушливій провінції Белуджистан спостерігається найнижча кількість підтверджених випадків (24500) і найменша кількість смертей (270) з усіх провінцій Пакистану, а також зареєстрована найменша кількість підтверджених випадків на душу населення, а також найменшу кількість смертей на душу населення. Рівень смертності в Белуджистані особливо низький, наразі він становить 1,10 %. Столична територія Ісламабад, яка є багатшою за будь-яку з провінцій Пакистану, підтвердила 80300 випадків хвороби, та зареєструвала 745 смертей, що забезпечує більшу кількість смертей та більшу кількість підтверджених випадків на душу населення, ніж будь-яка інша провінція Пакистану, проте також має найнижчий показник смертності в країні.
Поширення COVID-19 у Пакистані значною мірою зосереджено в кількох ключових областях. У місті Карачі (станом на 7 травня 2021 року) зареєстровано близько 189 тисяч підтверджених випадків хвороби, що становить близько 22 % усіх випадків COVID-19 у Пакистані. У столичній території Ісламабад і в окрузі Пешавар зафіксували близько 79 тисяч і 47 тисяч підтверджених випадків відповідно за останніми доступними даними. На Карачі, Лахор, Ісламабад і Пешавар припадало близько 485 тисяч випадків, що становить понад 55 % від загальної кількості підтверджених випадків у країні.
З квітня 2020 року Пакистан розпочав створення власної вакцини проти коронавірусної хвороби у співпраці з китайською компанією «Sinopharm».

## Хронологія

### Лютий 2020
26 лютого у Пакистані виявлено перші два випадки коронавірусної хвороби. Спеціальний помічник прем'єр-міністра з питань охорони здоров'я Зафар Мірза повідомив у своєму твіттері, що він може підтвердити перші два випадки коронавірусу в Пакистані. Перший з виявлених хворих виявився студентом Університету Карачі з міста Карачі, другий хворий виявлений у федеральній столичній території. Обидва хворих нещодавно повернулися з Ірану.
Протягом тижня після перших двох випадків у Пакистані підтверджено ще 3 випадки хвороби — у столиці країни Ісламабаді, та в Равалпінді (штат Пенджаб).

### Березень 2020 року

#### 1–10 березня— початок поширення
П'ятий випадок захворювання в країні підтверджено 2 березня 2020 року у федеральній столичній території у 45-річної жінки з Гілгіт-Балтистану, яка також нещодавно повернулась з Ірану.
6 березня Муртаза Вахаб повідомив, що перший хворий у Карачі повністю одужав та був виписаний з лікарні після негативного результату обстеження на коронавірус. 8 березня у країні підтверджений сьомий випадок коронавірусної хвороби в країні, який також зареєстровано в Карачі.
Наступного дня виявлено 9 випадків коронавірусної хвороби в Карачі, усього на той день у країні зареєстровано 16 випадків захворювання, з них 13 випадків у провінції Сінд. 5 з числа нових хворих прибули з Сирії, інша частина приїхала з Лондона. 10 березня підтверджено 3 нових випадки, в тому числі один випадок у Гайдарабаді та перший випадок у Белуджистані, в місті Кветта.

#### 11—19 березня— спалах
Станом на 11 березня у провінції Пенджаб нараховувалось 76 підозр на коронавірусну хворобу, зокрема в Лахорі, Гуджранвалі, Саргодсі, Гафізабаді та Лодхрані. Представники департаменту охорони здоров'я провінції повідомили, що у 10 пацієнтів підозра на коронавірусну хворобу знята відразу після огляду, а в 55 пацієнтів підозру знято після негативного результату обстеження на коронавірус. Другий випадок у провінції Гілгіт-Балтистан підтверджено в місті Скарду, після чого загальна кількість випадків хвороби у країні досягла 20. Третій випадок в провінції Гілгіт-Балтистан зареєстровано в районі Шигар 12 березня в особи. яка перед тим відвідувала Іран. Повідомлено, що цей хворий госпіталізований до лікарні в Скарду. Того дня також повідомлено про одужання другого хворого в країні. 13 березня департамент охорони здоров'я провінції Сінд повідомив про виявлення ще одного випадку хвороби у 52-річного чоловіка. Цей випадок визнаний як перший випадок внутрішньої передачі вірусу в країні, оскільки встановлено, що цей чоловік недавно приїхав з Ісламабаду. Того ж дня знято 24 з 27 підозр на коронавірусну хворобу в провінції Хайбер-Пахтунхва. Наступного дня загальна кількість випадків хвороби в країні зросла до 28, з яких 6 випадків виявлено в місті Тафтан у Белуджистані, ще один у провінції Сінд. 14 березня кількість нових випадків зросла до 31, після того як виявлено 2 нових випадки в Карачі, та ще один в Ісламабаді. Керівник управління охорони здоров'я міста Лахор Мохаммед Усман повідомив про виявлення першого хворого коронавірусною хворобою в місті. Цей хворий повернувся з Великої Британії 10 березня, після встановлення діагнозу його поклали до місцевої лікарні до карантинного відділення. Того дня національний інститут охорони здоров'я країни повідомив про виявлення 11 нових випадків хвороби у провінції Сінд, 6 випадків виявили під час тестування в мобільній лабораторії у прикордонному районі Тафтан, а також вищевказаний випадок у Пенджабі, унаслідок чого кількість виявлених випадків хвороби в країні збільшилось до 53. 16 березня зареєстровано 134 нових випадки хвороби, більшість з яких (116) зареєстровано в провінції Сінд. Цього ж дня зареєстровані перші 15 випадків коронавірусної хвороби в провінції Хайбер-Пахтунхва, ще три випадки зареєстровано також у Белуджистані. Це повідомлення сигналізувало про різкий стрибок захворюваності як у одній окремо взятій провінції, де уперше зареєстровано більше 100 випадків коронавірусної хвороби за добу, а й по цілій країні, після чого загальна кількість випадків досягла 187. Наступного дня загальна кількість випадків у Пакистані зросла до 237, 25 нових випадків зареєстровано в Пенджабі, 12 у Сінді та 4 в Ісламабаді.
18 березня виявлено перший випадок хвороби в провінції Азад Кашмір. У провінціях Сінд та Гілгіт-Балтістан кількість зареєстрованих випадків хвороби збільшилась відповідно на 36 і 10. Нові випадки також зареєстровані в інших провінціях країни. У Гайдарабаді в провінції Сінд з лікарні виписали хворого коронавірусною хворобою, після чого кількість одужалих у країні збільшилась до 5. 18 березня загальна кількість зареєстрованих випадків коронавірусної хвороби в країні становила 302 випадки. Того ж дня повідомлено про перші дві смерті від коронавірусної хвороби в країні. Обидві смерті зареєстровано в провінції Хайбер-Пахтунхва, перший з яких був 50-річний чоловік з округу Мардан, який перед цим здійснив паломницьку поїздку до Мекки, а другий померлий був 36-річним чоловіком з округу Хангу. Обох раніше гостіталізували до лікарні в Пешаварі.
19 березня більш ніж удвічі збільшилась кількість випадків коронавірусної хвороби у Пенджабі (з 33 до 80) та Белуджистані (з 23 до 81). Різке збільшення кількості хворих змусив уряд провінції Белуджистан оголосити надзвичайну ситуацію в охороні здоров'я та заборонити рух громадського транспорту. Представник уряду провінції Ліакват Шахвані заявив, що працівникам транспортних компаній нададуть пакет допомоги. Після того. як за добу зареєстровано 159 нових випадків хвороби, загальна кількість зареєстрованих випадків по країні піднялась до 461. Організований також авіарейс для вивезення 150 громадян Пакистану з ОАЕ які знаходились в аеропортах Дубай і Абу-Дабі.

#### 20—31 березня— перші смерті
20 березня зареєстрована перша смерть від коронавірусної хвороби у провінції Сінд. Хворому було 77 років, і він інфікувався унаслідок внутрішньої передачі вірусу в країні. Цей пацієнт лікувався від раку та мав кілька інших супутніх захворювань, зокрема гіпертонію і цукровий діабет. Цього дня приріст нових випадків коронавірусної хвороби був меншим, ніж у попередні дні, та становив лише 34 випадки, загальна кількість випадків хвороби в країні зросла до 495.
22 березня повідомлено про третю смерть у провінції Хайбер-Пахтунхва. Цього ж дня повідомлено про перші смерті в провінціях Гілгіт-Балтистан і Белуджистан, загальна кількість смертельних випадків у країні зросла до 6. Загальна кількість хворих у країні зросла до 784, за добу виявлено 138 нових випадків. У лікарні в Гілгіті помер лікар, який інфікувався після огляду паломників, які прибули з Ірану. 22 березня у провінції Гілгіт-Балтистан введено локдаун на невизначений термін. 13 паломників з Тафтана, які проходили через місто Дера Газі Хан, помістили на карантин у Мірпурі. У цей же день пакистанська компанія «Descon» передала лікарням у Пенджабі 10000 флаконів антисептика для рук, а в провінції Белуджистан 26 водіїв, які перевозили інфікованих COVID-19 до лікарень, відправлені в карантин.
23 березня повідомлено, що значна кількість медпрацівників у країні скаржились на відсутність достатньої кількості засобів для боротьби з коронавірусною хворобою. Представник спілки лікарів провінції Хайбер-Пахтунхва заявив, що у лікарів немає ні засобів індивідуального захисту, ні окулярів, ні захисних масок, яке медпрацівники вимушені купляти за власні кошти. Міністерство закордонних справ Пакистану досягло згоди про перевезення 72 пакистанців, які перебували в аеропорту Дохи, оскільки Катар призупинив міжнародне авіасполучення з Пакистаном та ще 14 країнами на початку місяця. Після прибуття до країни з Катару ці громадяни були ретельно обстежені на можливе інфікування коронавірусом. Міністр освіти провінції Сінд Саїд Гані також інфікувався коронавірусом, та протягом 14 днів знаходився на карантині, видужав він 30 березня.
24 березня у провінціях Сінд та Белуджистан введений локдаун до 7 квітня, штат Азад Кашмір запровадив локдаун до 13 квітня. Провінція Пенджаб також запровадила локдаун, проте лише до 6 квітня. У Сінді місцева поліція цього ж дня арештувала 472 особи за порушення мов карантину, з них 222 лише в одному Карачі, 24 березня зареєстровано також 72 правопорушення, пов'язаних з карантином. Ці правопорушення полягали в приховуванні та перепродажі захисних масок та антисептика для рук, масових заходів за участі великої кількості людей, незаконного відкриття магазинів та закладів громадського харчування, незаконних транспортних пасажирських перевезень. Уряд провінції Сінд дозволив 640 паломникам, які перебували на карантині в Суккурі, повернутися до свого місця проживання, після підтвердження в них негативного результату обстеження на коронавірус. Голова уряду провінції дав розпорядження керівникам влади на місцях приймати паломників за їх місцем проживання, та контролювати стан їх здоров'я протягом наступних 10 днів.
25 березня повідомлено про введення низки обмежувальних заходів на території столичної території Ісламабад. До них входили закриття амбулаторних лікувальних закладів та відділень лікарень, повну заборону пересування міського та міжміського транспорту, а також зібрань громадян як у приміщенні, так і у відкритих місцях. Цього дня оголошено про три одужання та про восьму смерть у країні. Кількість випадків коронавірусної хвороби в країні перевищила позначку в 1000 випадків, та склала 1057 випадків. 26 березня в Пакистані виявлено 140 нових випадків коронавірусної хвороби. У провінції Пенджаб помер ще один хворий, після чого число померлих від коронавірусної хвороби в країні зросло до 9. Загальна кількість випадків досягла позначки в 1197 хворих, ще двоє людей в країні одужали.
27 березня в країні зареєстровано 211 нових випадків коронавірусної хвороби, вперше число нових випадків у країні перевищило 200. Пенджаб також обігнав Сінд за загальною кількістю випадків, досягши кількості 490 випадків хвороби, цього ж дня в країні зареєстровано також дві смерті від коронавірусної хвороби. Національний інститут здоров'я запас масок N95 направив до Сінда, у провінції Хайбер-Пахтунхва на всіх пунктах в'їзду та виїзду з території округів розміщені бригади з перевірки всіх подорожніх на наявність симптомів коронавірусної хвороби. У провінції Гілгіт-Балтистан місцевий уряд вирішив, що всі особи, які прибувають на територію провінції з Тафтана, повинні обстежуватись на COVID-19. Загальна кількість випадків коронавірусної хвороби в країні зросла до 1408, 3 хворих одужали протягом останньої доби, загальна кількість одужань у країні досягла кількості 26 осіб, за добу померли 2 хворих, унаслідок чого загальна кількість померлих від коронавірусної хвороби в країні зросла до 11. Національний інститут охорони здоров'я країни організував додаткове навчання для персоналу районних відділень посиленого догляду за хворими на COVID-19, ізоляторів та персоналу карантинних відділень та постів у провінції Пенджаб.
28 березня за сприяння фонду, створеного китайським мільярдером Джеком Ма та фінансово-промисловою групою «Alibaba Group», до Пакистану прибув другий літак з різноманітним медичним вантажем. На цьому літаку до країни доставлено 50 тисяч наборів для тестування на коронавірус, велику кількість захисних масок, апаратів штучної вентиляції легень та засобів індивідуального захисту, повною масою у 2 тонни, та вартістю 67 мільйонів рупій. Цього ж дня влада Пакистану дозволила здійснити рейс літаку авіакомпанії «Thai Airways» до Ісламабада, щоб повернути на батьківщину 175 пакистанців зі столиці Таїланду Бангкоку. Цього ж дня уряд Пенджабу оголосив про надання пакету допомоги у розмірі 10 мільярдів рупій для фінансової підтримки 2,5 мільйонів сімей, які живуть на поденний заробіток.
29 березня в країні виявлено 118 нових випадків коронавірусної інфекції, унаслідок чого загальна кількість випадків коронавірусної інфекції в країні зросла до 1526. По одному хворому померло в провінціях Сінд і Хайбер-Пахтунхва, унаслідок чого кількість померлих зросла до 13. Провінція Хайбер-Пахтунхва розробила та розповсюдила план заходів щодо поступового виходу з карантину. Також того дня 5 громадян Пакистану, які відвідували Індію за медичними візами, зуміли повернутися на батьківщину після того, як індійський уряд призупинив на 21 день міжнародне транспортне сполучення. У двох із них тест на коронавірус виявився позитивним. У зв'язку з тим, що в провінції Сінд виявлено вже більш ніж 500 випадків коронавірусної інекції, уряд провінції заявив, що 25 % випадків хвороби пов'язані з місцевою передачею віруса. Уряд провінції також заявив, що такий високий коефіцієнт місцевої передачі виникає занепокоєння, і необхідно запобігати зростанню цього показника.
30 березня представники пакистанського міністерства охорони здоров'я повідомили про виявлення 240 нових випадків коронавірусної хвороби, що стало найбільшим зростанням за день з початку епідемії в країні. Загальна кількість хворих досягла 1865, з яких одужали 58, 25 хворих померли. Федеральний міністр з питань науки та технологій Чаддрі Фавад Хуссейн заявив, що апарати для штучної вентиляції легень та набори для тестування місцевого виробництва вийдуть на ринок найближчими днями. Набори для тестування на коронавірус, які розроблені Пакистанським національним вірусологічним інститутом, що базується в університеті Карачі, та Національним університетом науки і техніки, передані комітету з регулювання лікарських засобів для остаточного схвалення до застосування. Апарати штучної вентиляції легень місцевого виробництва розроблені інженерною радою Пакистану у співпраці з університетом інженерії та технологій, та передані до комітету з регулювання лікарських засобів для схвалення за тиждень. Комітет з регулювання лікарських засобів повідомив, що збільшено потенціал підприємств Пакистанської ради наукових та промислових досліджень для вироблення антисептичних засобів для рук.
31 березня повідомлено, що кількість померлих у країні унаслідок коронавірусної хвороби досягла кількості 26 хворих, одужало 82 хворих, за останню добу виявлено 174 нові випадки хвороби, загальна кількість випадків хвороби в країні зросла до 2039.

### Квітень 2020 року
1 квітня в країні виявлено 252 нових випадки коронавірусної хвороби, унаслідок чого загальна кількість випадків хвороби в країні зросла до 2291, загальна кількість одужань у країні перевищила 100. 2 квітня в країні виявлено 159 нових випадків хвороби, загальна кількість випадків у країні зросла до 2450. За добу померло 4 хворих, з них у провінції Сінд померло 2 хворих, а в провінції Хайбер-Пахтунхва 1 хворий, загальна кількість хворих у провінції Гілгіт-Балтистан зросла до 35. Загальна кількість випадків хвороби в країні зросла до 2708 після того, як 3 квітня було підтверджено 258 нових випадків, Пенджаб став першою провінцією, у якій зареєстровано 1000 випадків коронавірусною хворобою. За останню добу в країні зареєстровано 5 смертей унаслідок коронавірусної хвороби.
5 квітня кількість підтверджених випадків у країні перетнула позначку у 3000 осіб. Протягом наступних двох днів у країні фіксувалось майже 1000 нових випадків протягом дня, 7 квітня кількість хворих у країні досягла позначки 7005, 54 хворих померли, зафіксовано 429 одужань після коронавірусної хвороби. Сінд став другою провінцією, яка перетнула позначку в 1000 підтверджених випадків після Пенджабу, який позначку в 1000 випадків перетнув 8 квітня. 11 квітня загальна кількість випадків у країні зросла до понад 5 тисяч, з яких померло понад 80 хворих. 12 квітня число одужань після коронавірусної хвороби у Пакистані перевищило 1000 осіб.
14 квітня федеральний уряд вирішив продовжити локдаун ще на 2 тижні до 30 квітня. 15 квітня кількість померлих від коронавірусної хвороби в країні перевищила 100, загальна кількість випадків коронавірусної хвороби в країні перевищила 6000. 16 квітня повідомлено, що 58 % випадків хвороби в країні отримані шляхом внутрішньої передачі вірусу.
18 квітня провінція Хайбер-Пахтунхва перетнула позначку в 1000 випадків коронавірусної хвороби. У звіті міністерства охорони здоров'я, опублікованому 21 квітня, зазначено, що понад 2000 випадків, що складає 27 % від загальної кількості випадків коронавірусної хвороби в країні, пов'язані з релігійною організацією Джамаат Табліг. 22 квітня загальна кількість хворих у країні перетнула позначку в 10 тисяч випадків. 24 квітня федеральний уряд продовжив локдаун до 9 травня.
Наприкінці квітня група авторитетних лікарів, як з Пакистану, так і закордонних, написала релігійним лідерам та прем'єр-міністру країни відкритого листа, закликаючи не відкривати мечеті в країні під час рамадану, зокрема тому що 80 % людей, які будуть їх відвідувати, є особами у віці 60—70 років, які є особливо сприйнятливими до COVID-19, що може призвести до неконтрольованого поширення хвороби в країні. 27 квітня губернатор провінції Сінд Імран Ісмаїл повідомив у Twitter, що сам захворів коронавірусною хворобою.

### Травень 2020 року
До 7 травня коронавірусною хворобою захворіли понад 500 пакистанських медичних працівників. 9 травня в Пакистані завершився локдаун. 18 травня в провінції Хайбер-Пахтунхва померли відразу 18 хворих коронавірусною хворобою, унаслідок чого кількість померлих унаслідок коронавірусної хвороби в провінції збільшилась до 334. Наступного дня в провінції було зареєстровано ще 11 випадків смерті, що призвело до зростання смертей від коронавірусної хвороби до 345. 19 травня повідомлено, що 64-річний хворий з Гайдарабада в провінції Сінд одужав після лікування плазмою хворих, які одужали після коронавірусної хвороби. 21 травня кількість підтверджених випадків у країні перевищила 48 тисяч, цього дня зареєстровано 2193 нових випадки хвороби та 32 нових померлих від коронавірусної хвороби. Кількість померлих сягнула до 1017, кількість одужань склала 14155 осіб. Міністр планування Пакистану Асад Умар заявив, що Пакистан може проводити 25 тисяч тестів на коронавірус за день.
22 травня на підльоті до міжнародного аеропорту Джинна в Карачі розбився літак рейсу 8303 Пакистанських авіаліній, унаслідок чого загинуло 97 із 99 людей, які знаходились на борту. Ця аварія серйозно ускладнила роботу медичної служби, та призвела до призупинення тестування на коронавірус на три дні.
29 травня повідомлено, що коронавірусну хворобу діагностовано в 900 дітей віком до 10 років у Сінді. У більшості з них хвороба перебігала безсимптомно.

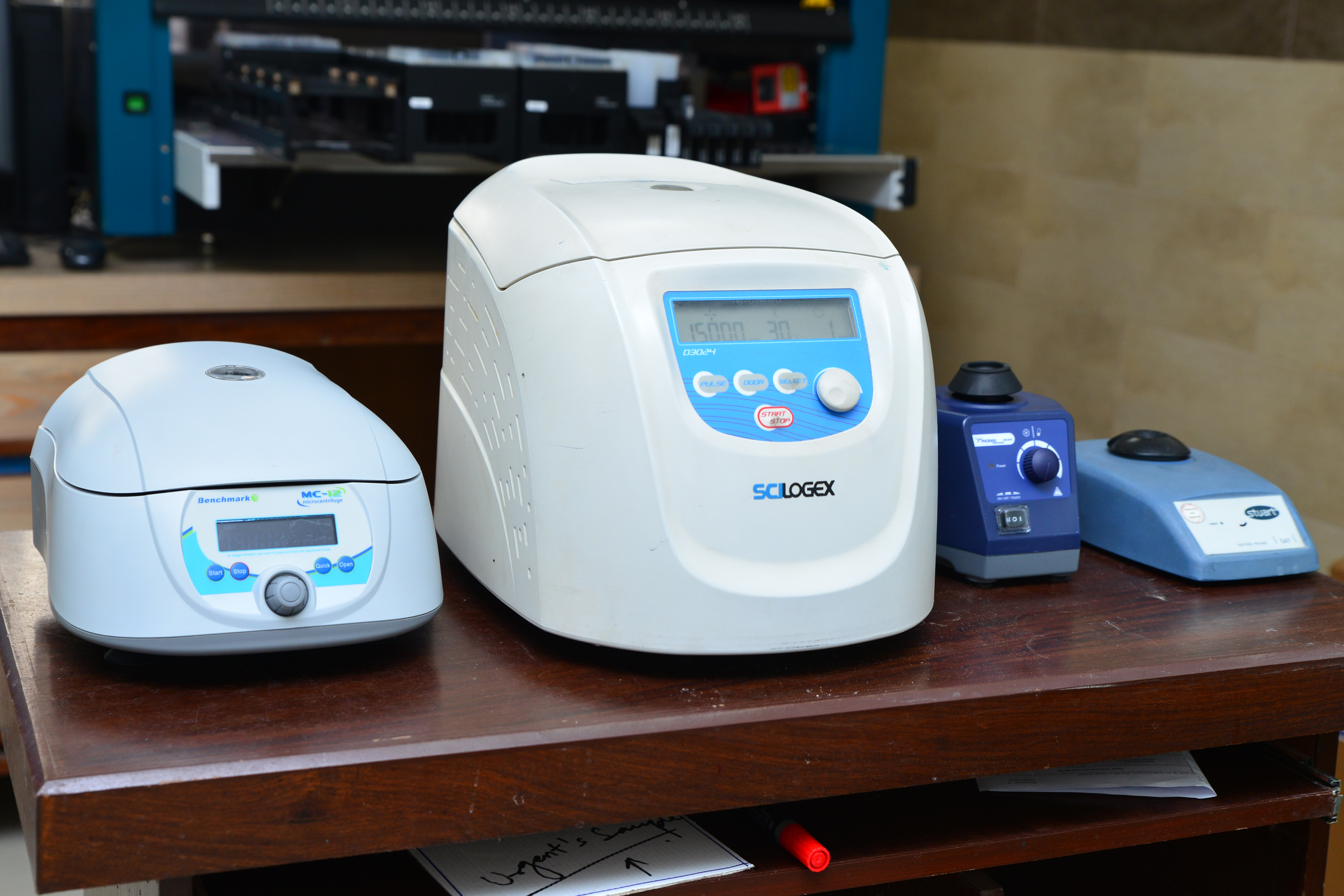
Апарат для тестування на COVID-19 у Пакистані

### Червень 2020 року
На початку червня, після того, як кількість тестувань знову почала наростати, кількість випадків хвороби також почала зростати набагато швидше, після того, як 31 травня рівень нових випадків за добу перевищив 3 тисячі, 3 червня був першим днем, коли у понад 4 тисяч осіб виявили позитивний результат тесту на COVID-19. Відсоток позитивних тестувань також зріс, коливаючись у перші дні червня в межах 20—25 %.
1 червня керівнику уряду Пенджабу Усману Буздару повідомили, що в місті Лахор та його околицях зареєстровано 670 тисяч хворих коронавірусною інфекцією, більшість з яких є безсимптомними, тобто практично все населення міста й околиць інфіковане коронавірусом.
13 червня ветеран пакистанського крикету та колишній капітан збірної Пакистану Шахід Афріді підтвердив, що після того, як у нього спостерігався сильний біль у всьому тілі з 11 червня, він обстежився на COVID-19, та отримав позитивний результат, про що повідомив у своєму офіційному акаунті у Твіттері. Шахід Афріді активно займався соціальною роботою під час епідемії, допомагаючи людям у віддалених районах Белуджистану під час карантину, введенного після початку епідемії коронавірусної хвороби.
17 червня у районах Белуджистану Шахід Сікандарабад, Бархан і Шерані зареєстровано перші випадки коронавірусної хвороби. Після цього у всіх районах чотирьох провінцій Пакистану зареєстровано щонайменше один випадок коронавірусної хвороби.

### Грудень 2020 року
31 грудня 2020 року міністр науки і техніки країни Фавад Чаудрі заявив, що Пакистан закупить 1,2 мільйона доз вакцини проти COVID-19 у китайської компанії «Sinopharm».

### Січень 2021 року
7 січня 2021 року секретар міністерства національної служби охорони здоров'я Наушин Хамід заявив, що очікується, що Пакистан отримає першу партію вакцин проти COVID-19 до кінця місяця. 9 січня 2021 року в Ісламабаді відкрився перший центр вакцинації проти коронавірусу в районі Тарлай федеральної столичної території. 10 січня 2021 року урядовий Національний командно-оперативний центр відкрив реєстрацію для медичних працівників, які безпосередньо беруть участь у боротьбі з епідемією хвороби та отримають перші дози вакцини COVID-19. Національний командно-оперативний центр повідомив на своєму вебсайті, що будуть щеплені працівники як державних, так і приватних закладів охорони здоров'я.
16 січня 2021 року вакцина AstraZeneca проти COVID-19 була схвалена для екстреного використання в Пакистані, оскільки китайська вакцина ще чекала на схвалення пакистанського регуляторного органу. Фейсал Султан додав, що в Пакистані є достатньо обладнання для дотримання холодових ланцюгів для більшості видів вакцин. 18 січня 2021 року пакистанський орган з контролю за ліками схвалив вакцину проти COVID-19 від «Sinopharm» для екстреного використання. 21 січня 2021 року міністр закордонних справ Пакистану Шах Мехмуд Куреші заявив, що Китай погодився надати півмільйона доз китайської вакцини проти COVID-19 компанії «Sinopharm» для Пакистану до 31 січня. 31 січня 2021 року повідомлено, що 17 мільйонів доз вакцини «AstraZeneca» буде надано Пакистану у рамках програми COVAX.

### Лютий 2021 року
1 лютого 2021 року Пакистан отримав перші дози вакцин з Китаю. 12 лютого 2021 року Пакистан схвалив екстрене використання вакцини «Convidicea», розробленої «CanSino Biologics».
24 лютого 2021 року уряд Пакистану повідомив, що всі карантинні обмеження внаслідок епідемії коронавірусної хвороби будуть скасовані з 15 березня.

### Березень 2021 року
До 5 березня 2021 року в Пакистані було завезено 197 тисяч доз вакцин. 6 березня 2021 року Надхім Захаві повідомив, що Пакистан отримає 17 мільйонів доз вакцини проти COVID-19 з Великої Британії.
16 березня Пакистан отримав 500 тисяч доз вакцини виробництва компанії «Sinopharm» як подарунок від Китаю.

### Травень 2021 року
28 травня Пакистан отримав 106 тисяч доз вакцини Pfizer–BioNTech проти COVID-19 через ініціативу COVAX. Представники компанії «Pfizer» підтвердили, що  ще 1 мільйон доз можуть бути доставлені до Ісламабаду в липні або серпні за умови двосторонньої угоди, яка на той час обговорювалася.

### Червень 2021 року
28 червня США підтвердили, що надішлють 2,5 мільйона доз вакцини «Moderna» проти COVID-19 до Пакистану, і очікується, що вони надійдуть через 1 тиждень.

### Квітень 2022 року
1 квітня 2022 року міністр планування, розвитку та спеціальних ініціатив Асад Умар оголосив про припинення діяльності Національного командно-оперативного центру, частково через низькі за тривалий час показники захворюваності на COVID-19, а частково через високий рівень вакцинації.

## Спалах коронавірусної хвороби серед членів громади Джамаат Табліг
У передмісті Лахора Райвінді розміщена пакистанська штаб-квартира релігійної мусульманської організації Джамаат Табліг, яка активно займається прозелітизмом. За даними вченої Барбари Меткалф, щорічне зібрання організації в Райвінді відвідує близько двох мільйонів осіб. Конгрегація Джамаат Табліг популярні серед інших мусульманських сект, серед прихильників організації є представники самих різних прошарків населення, починаючи від політиків вищого рівня, аж до середніх та нижчих класів суспільства. 10 березня в центрі громади в Райвінді відбулось зібрання організації, після якого виявлено 539 нових інфікованих коронавірусом на території усієї країни.
За повідомленням спеціального відділу Пенджабу, у зібранні могли брати участь приблизно 70-80 тисяч віруючих, більшість з різних частин Пакистану, та 3 тисячі відвідувачів із 40 країн. Керівництво Джамаат Табліг повідомило про 250 тисяч присутніх на зібранні. Це зібрання відбулось незважаючи на сильний спротив його проведенню та застереження від уряду провінції Пенджаб. Проте, за даними поліції, захід проводився протягом трьох днів замість запланованих шести. Значне збільшення випадків коронавірусної хвороби, пов'язаних із цим зібранням, зафіксовано на всій території країни. До 31 березня було зареєстровано 143 випадки інфікування та 3 смерті, пов'язані із зібранням.
2 квітня влада Пакистану помістила місто Райвінд під карантин, та наказала закрила всі заклади громадського користування та медичні заклади після того, як 40 учасників зібрання Джамаат Табліг отримали позитивний результат тестування на коронавірус. Станом на 8 квітня зареєстровано 539 випадків інфікування, пов'язаних із зібранням, з них 404 в Райвінді та 31 у Хафізабаді.
У Пенджабі поміщено під карантин 10263 присутніх на зібранні Джамаат Табліг у 36 районах провінції. У той час усі зусилля направлені на відстеження тисяч інших учасників зібрання. Уряд Сінду також відправив у карантин усіх учасників заходу. Частина учасників заходу з Ісламабада, які також відвідували місцевий ісламський центр, опинились на карантині в столиці країни після виявлення позитивних результатів тесту в учасників Джамаат Табліг, після чого на карантин закрили й ісламський центр в Ісламабаді. Близько 50 учасників зібрання Джамаат Табліг, у тому числі 5 жінок з Нігерії, потрапили до карантинного центру в Касурі, ще у 38 учасників зібрання виявлений позитивний тест на коронавірус у Гайдарабаді. За даними кінця квітня зібрання Джамаат Табліг спричинило 2 тисячі випадків коронавірусної хвороби, що складало 27 % усіх випадків коронавірусної хвороби в країні.

## Інші випадки
29 січня у чотирьох пакистанських студентів, які навчались у Китаї, підтверджено позитивний тест на COVID-19. Пізніше підтверджено позитивний результат тесту ще у двох студентів, загальна кількість яких зросла до 6. Четверо з цих студентів одужали 12 лютого, а інші двоє одужали 14 лютого після виписки з лікарні в Гуанчжоу.
11 березня консульство Пакистану в Мілані оголосило про першу смерть громадянина Пакистану від COVID-19 за кордоном в італійському місті Брешія.
12 березня у громадянина Пакистану виявлено позитивний результат тесту на коронавірус на прикордонному переході Торхем між Пакистаном та Афганістаном. Повідомлено, що цей хворий був працівником посольства Пакистану в Афганістані.
20 березня міністерство охорони здоров'я Палестини повідомило про новий випадок коронавірусної хвороби в провінції Сальфіт, який зареєстровано у вихідця з Пакистану. 21 березня палестинські джерела повідомили про перші два випадки хвороби в місті Газа у двох палестинців, які повернулися до Гази з Пакистану через Єгипет. Після того, як у них підтвердився позитивний тест на коронавірус, відразу після прибуття 19 березня їх помістили на карантин в Рафаху. 22 березня діагностовано коронавірусну хворобу в громадянина Замбії, який повернувся з Пакистану.
28 березня в Лондоні у віці 93 років помер пакистанський гравець у сквош Азам Хан.

## Заходи попередження та боротьби з епідемією

### Заходи центрального уряду

#### Березень 2020 року
Національна авіакомпанія «Pakistan International Airlines» з 30 січня 2020 року вирішила призупинити авіасполучення з Китаєм у зв'язку з початком епідемії коронавірусної хвороби. Після підтвердження повідомлень про сотні випадків хвороби в Китаї пакистанське управління цивільної авіації запровадило додаткові заходи контролю всіх пасажирів, які прибувають з Китаю, в чотирьох основних аеропортах країни — Ісламабаді, Карачі, Лахорі та Пешаварі. 21 березня в аеропорту Карачі також розпочали проводити скринінг для пасажирів внутрішніх авіарейсів.
13 березня президент країни Аріф Алві у спеціально опублікованому твіті порадив громадянам уникати участі у масових зібраннях, не робити рукостискань або обіймів, а також вживати інших запобіжних заходів, якщо у них спостерігаються симптоми грипу чи коронавірусної інфекції. У країні також скасовані всі міжнародні авіарейси, окрім призначених на цей день авіарейсів з аеропортів Ісламабаду, Карачі та Лахору.
13 березня на засіданні ради національної безпеки прем'єр-міністр Імран Хан повідомив, що прийнято рішення про закриття всіх шкіл та університетів до 5 квітня. Проте викладачі та інші співробітники закладів освіти будуть проводити у звичному режимі. Лекції та заняття в частині учбових закладів будуть проводитися в режимі онлайн, зокрема, в Міжнародному университеті Рифа, Національному університеті комп'ютерних і сучасних технологій, Інституті космічних технологій. Парад на День Пакистану, який зазвичай проводиться 23 березня, також був скасований, як і низка інших громадських заходів, засідання сенату країни також відкладені на два тижні.

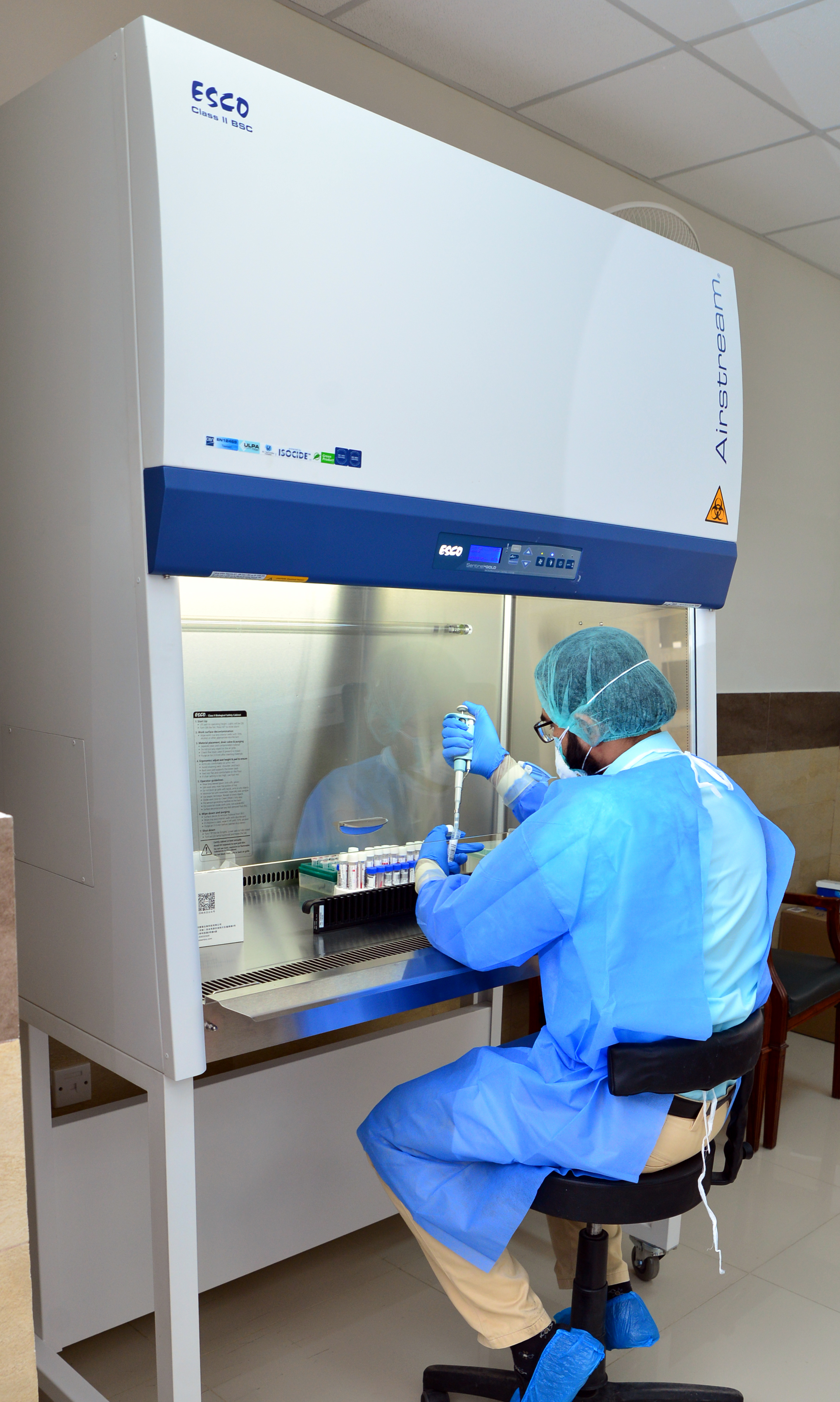
Лабораторія з діагностики COVID-19 у Пакистані

Пакистан закрив прикордонний перехід на кордоні з Афганістаном неподалік міста Чаман на період з 2 до 21 березня 2020 року. Пізніше, після 21 березня, кордон частково відкрили виключно для перевезення продуктів харчування, у той же час для проходу простих громадян перехід залишався закритим. Лінія Дюрана залишалась закритою для проходу з 16 березня ще протягом двох тижнів. Сухопутний кордон з Іраном також залишався закритим протягом двох тижнів після його відкриття 7 березня. З 16 березня закриті всі наземні кордони країни, включно з китайсько-пакистанським кордоном.
Генерал-лейтенант Мухаммад Афзал, голова національної служби з питань надзвичайних ситуацій, заявив, що з 20 березня уряд працює над забезпеченням більшої кількості захисних комплектів та інших засобів для забезпечення медичних працівників.
21 березня призупинені на два тижні всі міжнародні авіарейси. Управління цивільної авіації країни повідомило, що уряд Пакистану вирішив призупинити всі міжнародні пасажирські, чартерні та приватні рейси до Пакистану з 21 березня по 4 квітня. Це призвело до того, що багато громадян Пакистану застрягли без можливості виїзду на Близькому Сході, в Таїланді та Малайзії. Керівник пакистанської залізниці Шшейх Рашид Ахмед повідомив про призупинення курсування 42 поїздів.
Міністерство охорони здоров'я повідомило, що 22 березня до Пакистану було відправлено 14 метричних тонн захисних індивідуальних засобів, включно маски для обличчя, термометри, рукавички та медичні халати. Федеральний уряд запропонував фінансову допомогу Сінду, виділивши провінції 10 мільйонів доларів із фондів Світового банку, які не використовуються. Губернатор Сінду Імран Ісмаїл повідомив, що федеральний уряд вживає енергійних заходів для контролю спалаху хвороби, і що сім'ям хворих будуть видаватись продуктові пайки.
23 березня святкування Дня Пакистану проходило без будь-яких зібрань та військового параду. Прем'єр-міністр Імран Хан та президент Аріф Алві закликали націю демонструвати єдність, дисципліну та завзяття у боротьбі з пандемією коронавірусної хвороби. Прем'єр-міністр також заявив, що повний локдаун країни неможливий, оскільки 25 % населення живе за межею бідності, що зробить їх приреченими на жебрацьке існування. За повідомленням уряду, по всій країні розгорнуто 35 лікарень на 118 тисяч ліжок для лікування хворих коронавірусною хворобою.
Голова Національної асамблеї Пакистану Асад Кайзер розпорядився провести засідання лідерів депутатських фракцій нижньої та верхньої палат парламенту Пакистану 25 березня з метою обговорення ролі парламенту країни в боротьбі з поширенням коронавірусної хвороби в країні.
24 березня начальник штабу пакистанської армії генерал Камар Джавед Байва наказав передислокувати військові частини та військові медичні заклади на території всієї країни до місць зі значною кількістю випадків коронавірусної хвороби, розмістивши їх поряд із місцевими закладами охорони здоров'я, для допомоги в боротьбі зі спалахом хвороби, після того, як за день до виходу цього наказу його схвалило міністерство внутрішніх справ Пакистану. Міністерство отримувало запити з проханнями з цього приводу від урядів провінцій протягом останніх двох днів на фоні різкого зростання кількості хворих.
Того ж дня Державний банк Пакистану опублікував заяву, в якій повідомив, що він буде надавати дезинфіковану готівку всім банкам для обігу, забезпечуючи при цьому «очищення, дезінфекцію, герметизацію та карантин усієї готівки, яка доставляється з лікувальних закладів, та блокує обіг такої готівки на ринку». Держбанк країни запевнив, що банки можуть пізніше знову запускати в обіг готівку, яка залишалася в карантині протягом 15 днів, і всі банкомати, а також кол-центри та телефонні служби банків працюватимуть цілодобово. Банки можуть закривати відділення лише в тому випадку, якщо у їх співробітника виявив позитивний результат на коронавірус, або за відсутності необхідної кількості працівників, щоб уникнути перевантаження відділень, оскільки це могло б призвести до порушення соціального дистанціювання відвідувачів банку. У Федеральній столичній території запроваджено фактичний локдаун.
26 березня Пакистан ухвалив рішення попросити додаткове фінансування в розмірі 3,7 мільярда доларів від трьох багатосторонніх кредиторів, включно ще один займ у розмірі 1,4 мільярда доларів від Міжнародного валютного фонду для боротьби з проблемами, спричиненими епідемією коронавірусної хвороби. Радник прем'єр-міністра з питань фінансів доктор Абдул Хафез Шейх заявив на прес-конференції, що Світовий банк та Азійський банк розвитку також нададуть країні позики відповідно на 1 мільярд та 1,25 мільярда доларів.
27 березня прем'єр-міністр країни оголосив про формування молодіжної організації під назвою «Тигри допомоги короні» у рамках загальнодержавної програми допомоги уряду в боротьбі з розповсюдженням коронавірусної хвороби. Представництва організації розміщувалися по всій країні та мали брали участь у доставленні додому їжі особам похилого віку при значному зростанні кількості випадків хвороби в населеному пункті. Запис до організації розпочався 31 березня.
У зв'язку з забороною транспортного сполучення, яку ввели провінційні уряди, зупинились вантажні автоперевезення між провінціями. Після цього 29 березня федеральний уряд видав постанову про те, що рух по найважливіших автодорогах країни призупиняється для звільнення шляхів перевезення продуктів харчування та товарів першої необхідності, а також розпорядився про збільшення кількості вантажних поїздів. На цьому засіданні уряду прем'єр-міністр попросив провінційні уряди вжити жорстких заходів проти спекулянтів та перекупників, які намагалися використати кризу в економіці для власного збагачення. До кінця березня в багатьох регіонах Пакистану розглядали питання звільнення частини ув'язнених для припинення спалаху хвороби у в'язницях. Проте станом на 30 березня верховний суд країни рекомендував утриматися провінційним судам та федеральних і провінційних урядам приймати будь-яке рішення щодо звільнення осіб, які перебувають під судом.
30 березня державний міністр охорони здоров'я доктор Зафар Мірза оголосив, що Комісія з вищої освіти запрошує на розгляд пропозиції дослідників, науковців, техніків, виробників та інших експертів, які могли б допомогти уряду в боротьбі з COVID-19, додавши, що комісія забезпечить значне фінансування цих розробок, якщо ці ідеї будуть прийняті комісією. Того ж дня генерал-лейтенант Афзал заявив, що провінція Сінд отримала 20 тисяч наборів для тестування, провінція Пенджаб 5 тисяч наборів, провінція Белуджистан 4800 наборів, ще близько 37 тисяч наборів залишено в резерві. Федеральний міністр з питань міжпровінційної координації доктор Фехміда Мірза оголосив про створення фонду для покриття всіх медичних витрат спортсменів, інфікованих COVID-19 на цей день.

#### Квітень 2020 року
1 квітня спеціальний помічник президента з питань інформації та радіомовлення Фірдос Асік Аван заявив, що журналістам, які відвідують уражені коронавірусною хворобою райони, включно з карантинними центрами, будуть надані захисні комплекти. Він також повідомив про початок реалізації програми під назвою «COVID-19 Care for Media», яка допоможе журналістам, які перехворіли на коронавірусну хворобу. Журналісти друкованих засобів масової інформації можуть також реєструватися в програмі «Ehsaas Emergency Cash», який входить до пакету економічної допомоги, оголошеної федеральним урядом, оскільки продаж друкованих засобів масової інформації також зменшився у зв'язку з епідемією хвороби.
2 квітня федеральний міністр з питань планування та розвитку Асад Умар оголосив, що для стримування поширення епідемії в країні Пакистан продовжив загальнонаціональний карантин ще на два тижні до 14 квітня. 14 квітня прем'єр-міністр повідомив, що загальнонаціональний карантин буде продовжено ще на два тижні до 30 квітня. 24 квітня федеральний уряд ще раз продовжив карантин в країні до 9 травня.
Частина мусульманського духовенства дотримувались консервативної позиції щодо відвідування богослужінь під час карантину, вважаючи, що мечеті повинні залишатися відкритими і функціонувати протягом священного місяця Рамадан, оскільки спільні молитви вважаються обов'язковими для чоловіків-мусульман. Міністр науки і технологій країни Чаудрі Фавад Хуссейн висловив своє розчарування з приводу консервативної позиції частини духовенства, а Пакистанська медична асоціація разом з Пакистанською асоціацією адвокатів вимагали введення суворого карантину аж до локдауну на території всієї країни. Федеральний уряд, підтримавши Пакистанську медичну асоціацію та низку авторитетних лікарів у тому, що послаблення карантину може спричинити різкий зріст нових випадків хвороби, вирішив продовжити загальнонаціональний карантин до середини Рамадану. Однак пізніше за розпорядженням президента країни Аріфа Алві після консультацій з представниками улемів вирішено надати дозвіл на відвідування мечетей.

### Пакети економічної допомоги
24 березня прем'єр-міністр Пакистану затвердив пакет економічної допомоги на 1,2 трильйона рупій. З них 150 мільярдів рупій було виділено для частини населення із низьким рівнем доходу, особливо для робітників, на закупівлю пшениці виділено 280 мільярдів рупій (1,76 мільярда доларів). Виплати відсотків за позиками експортерам тимчасово призупинені, надано пакет на 100 мільярдів рупій (63 мільйони доларів) для підтримки малих підприємств та сільського господарства. Також відбулося значне зниження цін на нафту, і подружжя може сплачувати рахунки за електроенергію та газ частинами, якщо їх дохід є нижчим певної суми. У рамках пакету щомісячна виплата Програми підтримки доходів Беназір збільшено з 2 до 3 тисяч рупій. Було вирішено, що кошти урядової програми «Ehsaas» будуть розподілятися серед бідних згідно з наявними даними фонду Беназір та через Національний соціально-економічний реєстр, який зараз формується. Загальна кількість отримувачів цієї щомісячної виплати від фонду Беназір становила 5,2 мільйона осіб, проте їх кількість була збільшена відповідно до збільшення розмірів фонду. Пакет допомоги також включав спеціальний пакет для медичних працівників. Цей пакет видавався сім'ям лікарів або фельдшерів, які померли під час надання допомоги хворим коронавірусною хворобою, після чого їм надавався статус мученика, а їхні сім'ї отримували б компенсацію як сім'я мученика.
31 березня федеральний уряд розглянув та затвердив розмір пакетів економічної допомоги. Комітет з економічної координації доопрацював цю постанову, включивши до нього додатковий грант у розмірі 100 мільярдів рупій для фонду невідкладних заходів з боротьби з епідемією коронавірусної хвороби. Уряд також затвердив спеціальний пакет допомоги 12 мільйонам бідних сімей у вигляді грошової допомоги в рамках програми «Ehsaas», грошові виплати в якій будуть надаватися в рамках програми «Kafalat» та екстреної грошової допомоги бідним за рекомендацією районних адміністрацій. Фінансова допомога надавалась протягом чотирьох місяців одноразово. Готівка видавалась або одним внеском на суму 12 тисяч рупій через банки-партнери «Kafalat», «Bank Alfalah» та «Habib Bank Limited» після біометричної перевірки або двома частинами по 6 тисяч рупій кожна.

## Заходи регіональних урядів

### Пенджаб

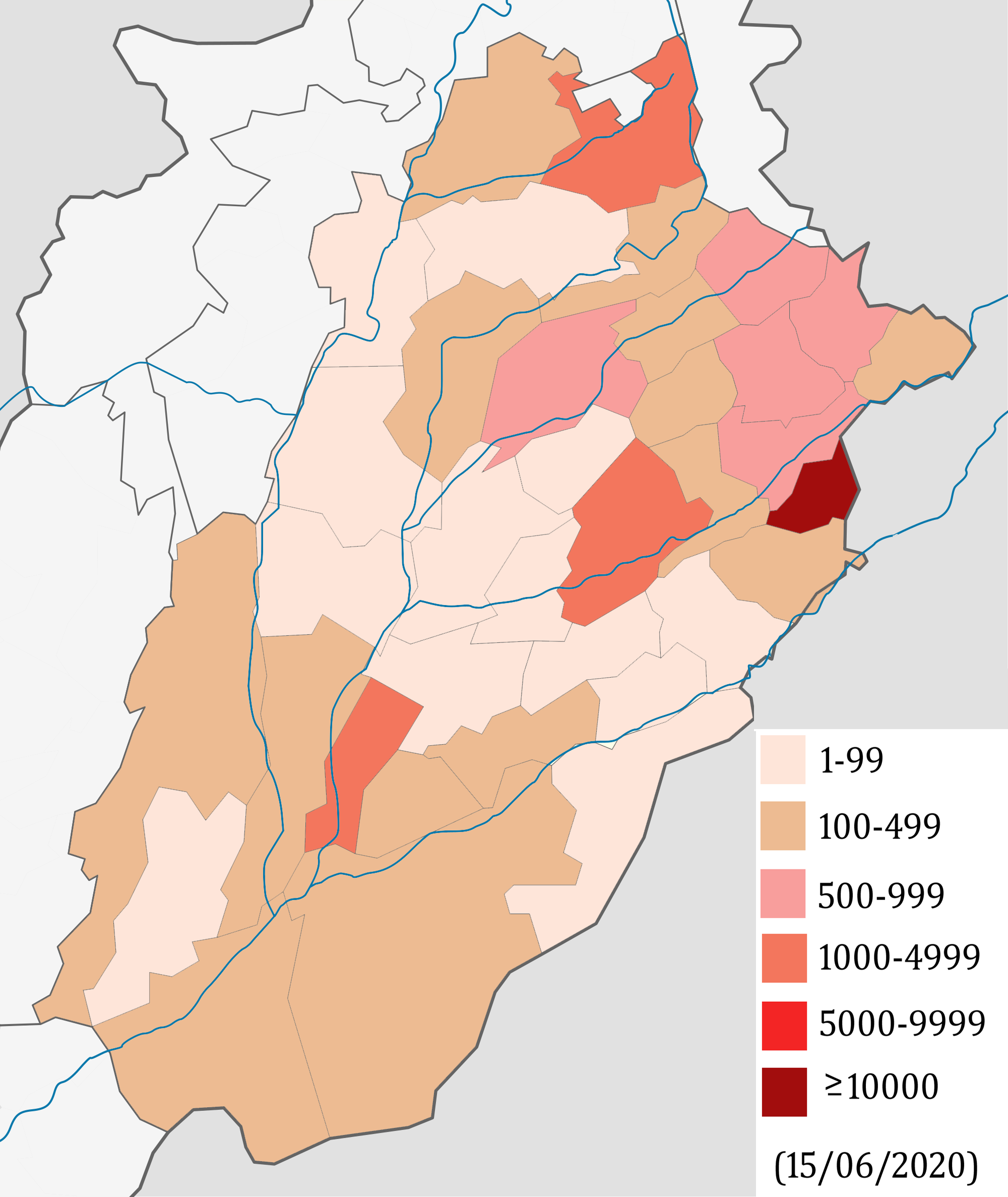
Карта районів із підтвердженими випадками коронавірусної хвороби у Пенджабі, Пакистан

Уряд Пенджабу 12 березня на своєму засіданні оголосив надзвичайний стан в галузі охорони здоров'я на території провінції. Для паломників, що повертаються з Ірану, в районі Дера-Газі-Хан створено карантинний центр.
22 березня уряд провінції вирішив закрити торгові центри, ринки, парки та інші громадські місця на два дні до 24 березня. Головний міністр штату Пенджаб Сардар Усман Буздар закликав людей залишатися вдома, практикувати соціальну дистанцію та уникати зайвих поїздок. Незважаючи на ці заклики, за повідомленнями місцевих засобів масової інформації, багато мешканців Лахору не дотримувалися карантинних заходів та відверто ігнорували їх, відновлювали роботу приватних закладів, та створювали скупчення великої кількості людей у зв'язку з різними громадськими заходами. Наслідком цього стало те, що місцева поліція та міська адміністрація вимушена була розігнати ці заходи.
23 березня голова уряду провінції оголосив 14-денний локдаун на всій території провінції з 24 березня по 6 квітня. Усі ринки, торгові центри та громадські місця були закриті, заборонені поїздки на мотоциклах з пасажиром. Голова уряду також заявив, що в Лахорі буде відкрита лікарня на 1000 ліжок, наступного дня, 23 березня, 5 інших лікарень перепрофільовані для хворих коронавірусною хворобою на всій території провінції, одночасно місцеві урядові та рятувальні служби розпочали дезінфекцію міст. Громадський автотранспорт також тимчасово призупинив роботу для проведення дезінфекції всіх автобусів та автостанцій. Міністерство внутрішніх справ Пенджабу щодня надсилало листи до федерального міністерства внутрішніх справ з проханням про введення додаткових військових підрозділів для контролю за дотриманням карантинних заходів. Пенджабський університет виготовив захисні комплекти для використання в боротьбі з коронавірусною хворобою, а також велику кількість антисептиків для рук, дезінфікуючих засобів та антисептичних серветок для широкого застосування. Дезінфікуючі засоби призначені для використання на всій території країни. У країні стартувала онлайн-ініціатива з організації доставки товарів додому. Того дня понад 150 паломників прибули до Фейсалабада з Ірану через пункт пропуску Тафтан до карантинного центру. Проведено низку заходів для створення умов для утримання в карантині ще 450 паломників, які направлені до цього карантинного центру, створеного в кампусі місцевого аграрного університету. Уряд створив найбільший в країні карантинний центр в Мултані в місцевому індустріальному парку для ізоляції паломників, які повернулися до країни, на 3000 кімнат. На кінець березня в карантині знаходились 1247 паломників. При карантинному центрі також створено лікарню на 50 ліжок.
26 березня уряд провінції вирішив закрити рух по регіональних автострадах, крім руху приватних транспортних засобів, які перевозять до двох пасажирів. 27 березня національний інститут охорони здоров'я розпочав навчання персоналу районних відділень невідкладної допомоги, ізоляторів та карантинних центрів.
28 березня голова уряду провінції повідомив про виділення пакету грошової допомоги на 10 мільярдів рупій для фінансової підтримки 2,5 мільйонів сімей осіб, які живуть виключно за рахунок заробітків. Кожна така сім'я мала право на 4 тисячі рупій фінансової допомоги, за винятком бенефіціарів програми підтримки доходів Беназір. Уряд також вирішив скасувати провінційні податки на суму 18 мільярдів рупій. Засоби масової інформації повідомили, що уряд Пенджабу вирішив надати 90-денну відстрочку ув'язнення частині у в'язницях по всій провінції, що допомогло б скоротити строки перебування в ув'язненні близько 3100 ув'язненим. Окрім того, було введено в дію положення про запобігання та контроль за інфекційними захворюваннями в Пенджабі на 2020 рік, яке полегшило департаменту цивільної адміністрації та охорони здоров'я проведення протиепідемічних заходів на законних підставах. Також було оголошено, що уряд видасть додаткову місячну зарплату всім медичним працівникам у Пенджабі. Міністр фінансів Пенджабу Хашим Джаван Бахт заявив, що уряд провінції надасть пакет економічної допомоги негайного фінансування на 11,5 мільярдів рупій, який також допоможе закладам охорони здоров'я та управлінню з надзвичайних ситуацій провінції швидше впровадити необхідні заходи для боротьби з поширенням хвороби. Власник текстильного підприємства в Лахорі добровільно запропонував безкоштовно виготовити захисні костюми для медичних працівників. Також на зустрічі голова уряду провінції повідомив, що у лабораторіях на всій території провінції щодня буде проводитись 3200 тестів на коронавірус, а для боротьби з епідемією хвороби додатково приймають на роботу 10 тисяч лікарів та фельдшерів.
1 квітня розпочалось втілення в життя програми допомоги імені Інсафа Імдаада для допомоги у вирішенні нагальних проблем та проблем бідних громад провінції, які спричинені епідемією хвороби. Окрім того, для допомоги близько 170 тисячам сімей виділені кошти із податку закят на суму 870 мільйонів рупій. У виставковому центрі в Лахорі було розгорнута польова лікарня на 1000 ліжок, уряд Пенджабу також повідомив, що виділив 620 мільйонів рупій на створення восьми нових діагностичних лабораторій для прискорення проведення тестування на COVID-19. 2 квітня локдаун у провінції продовжено до 14 квітня відповідно до вказівок центрального уряду. 14 квітня згідно нових вказівок федерального уряду локдаун у провінції продовжено до 30 квітня. Того ж дня поліція Лахора повідомила, що з 16 березня загалом було зареєстровано 13498 кримінальних проваджень проти порушників карантинних заходів.
На початку квітня для призупинення поширення коронавірусної хвороби у провінції заборонено масові молебні в культових спорудах та інших місцях релігійного поклоніння. Головний секретар штату Пенджаб Азам Сулеман Хан 6 квітня повідомив засоби масової інформації, що на всій території провінції розгортаються польові лікарні для хворих коронавірусною хворобою, і дві з них розгорнуть у Равалпінді та Джеламі вже протягом наступних трьох днів.
8 квітня начальник в'язниці округу Лахор закликав владу не направляти до в'язниці нових ув'язнених після того, як там виявили 49 випадків коронавірусної хвороби, окрім понад 150 підозр на COVID-19. 10 квітня міністр юстиції, парламенту та соціального забезпечення Пенджабу Мухаммад Башарат Раджа заявив, що розроблено план переведення 3500 ув'язнених із переповнених в'язниць в інші, щоб стримати поширення коронавірусної хвороби у в'язницях провінції. Також цього дня міністр інформації провінції Фаязул Хасан Чохан повідомив про виділення пакету допомоги для працівників засобів масової інформації. Відповідно до умов його надання, уряд виплачуватиме 1 мільйон рупій будь-якому журналісту, який помер унаслідок COVID-19, тоді як його вдова отримуваламе 10 тисяч рупій щомісячної пенсії до кінця життя. 100 тисяч рупій також отримає будь-який працівник засобів масової інформації, який хворів коронавірусною хворобою.
Щонайменше 1700 паломників, які повернулися з Ірану 16 квітня, потрапили під карантин у карантинному центрі в Мултані.

### Сінд

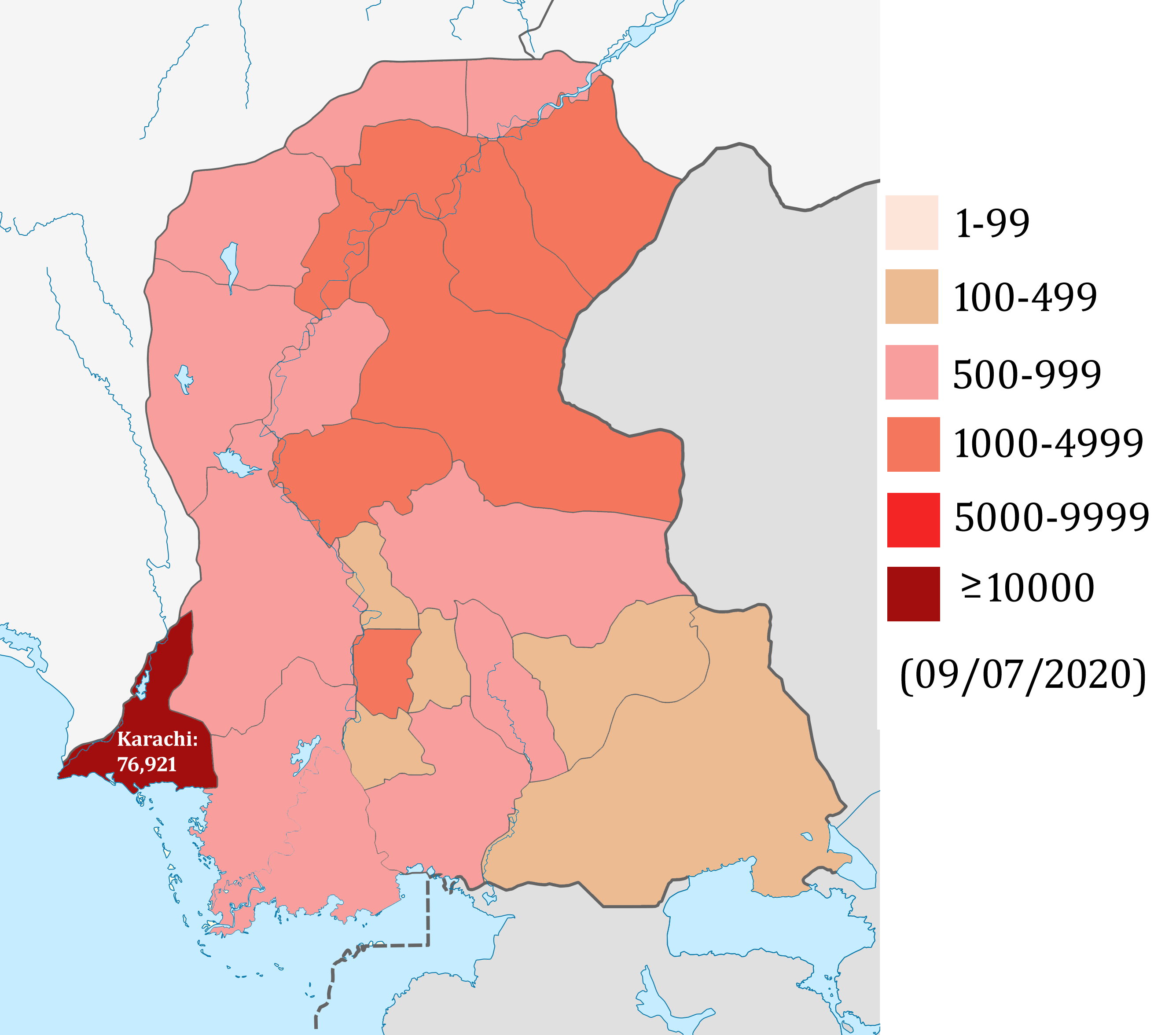
Карта районів із підтвердженими випадками у Сінді

Кампанія згладжування кривої мовою синдхі для пропагування соціального дистанціювання.

1 березня голова уряду провінції Сінд Саєд Мурада Алі Шах оголосив про закриття всіх навчальних закладів в провінції до 13 березня, пізніше закриття навчальних закладів продовжено до 30 травня. 12 березня уряд Сінда також повідомив, що решта матчів Пакистанської ліги крикету на Національному стадіоні Карачі будуть відбуватися без глядачів. Уряд Сінду 13 березня повідомив, що всі навчальні заклади залишатимуться закритими до 30 травня. 14 березня уряд провінції запровадив заборону проведення шлюбних церемоній, фестивалів, та масових богослужінь.
20 березня збройні сили Пакистану допомогли розгорнути польову лікарню на 10 тисяч ліжок в Експо-центрі в Карачі, призначеної для ізоляції та лікування хворих із підтвердженим діагнозом коронавірусної хвороби. Усі витрати на її утримання взяв на себе уряд провінції. 21 березня уряд Сінду оголосив введення в провінції локдауну на 14 днів з ранку 24 березня, та видав розпорядження закрити весь громадський транспорт, ринки, офіси, торгові центри, ресторани та громадські місця. Уряд Сінда оголосив про запровадження оплачуваної відпустки для всіх працівників під час локдауну та заявив, що ніхто з працівників не буде звільнений протягом періоду, передбаченого розділом 3 закону про епідемічні хвороби Сінда від 2014 року та іншими відповідними законами про працю. У провінції заборонили рух міського транспорту загального користування задля сповільнення поширення інфекції, порушники карантинних розпоряджень покарані грошовими штрафами, а також конфіскацією та арештом транспортних засобів. Для дотримання режиму карантину залучили пакистанську армію. 23 березня в аспірантському медичному коледжі імені Джинни в Карачі була завершена організація центру ізоляції та карантину, в якому також забезпечувалися безкоштовні тести підозрюваних випадків із отриманням результатів тесту за 8 годин після подання зразків біоматеріалу.
24 березня крикетний союз Пакистану, на прохання уряду Сінд, погодився перетворити крикетний центр імені Ханіфа Мохаммада на тимчасову житлоплощу для медичних працівників, які працюють в імпровізованій лікарні в експоцентрі Карачі. Місцева поліція того дня затримала 472 особи в різних районах провінції за порушення карантинних заходів, з них 222 лише в Карачі. Затримання здійснювались за приховування та спекуляцію захисними масками та антисептиками для рук, зібрань великих груп людей, відкриття магазинів та ресторанів, та курсування пасажирських автобусів. У низці населених пунктів провінції спостерігались численні порушення карантину, зокрема скупчення людей на пляжі, скупчення машин на основних автодорогах, відкритий доступ до найбільших ринків, торгових центрів, базарів та ресторанів. Як реакція на ці численні порушення карантину наступного дня 25 березня відбулося засідання робочої групи під керівництвом голови уряду провінції з метою вжиття більш жорстких заходів для забезпечення дотримання всіма жителями провінції урядових розпоряджень. Прийнято рішення, що всі продуктові магазини та магазини, крім аптек та медичних магазинів, не працюватимуть між 20:00 та 8:00. Генеральному інспектору поліції Сінду Джаведу Ахмеду Махару було наказано вжити заходів, пов'язаних із забезпеченням карантинних заходів для недопущення скупчення людей, та перевірити, чи жителі не гуляють без необхідності та без відповідного дозволу вулицями свого міста. Окрім того, міській владі Карачі дано розпорядження забезпечити закриття великих промислових підприємств під час карантину, та дозволити роботу лише найбільших філій банків.
25 березня співробітники провінційного управління охорони здоров'я розпочали картографування випадків коронавірусної хвороби відповідно до вказівок голови уряду провінції. Далі він доручив їм надати ці дані заступниками керівників районів провінції відповідних районів для вжиття ними необхідних заходів для стримування спалаху у цих районах. Також було дано розпорядження щодо вдосконалення процедур забору зразків біоматеріалу, для чого 18 медичних автомобілів лікарень провінції направлено для забору зразків на дому. Службовці охорони здоров'я поінформували головного міністра про новий апарат, виготовлену в Уханьському інституті вірусології в Китаї, за допомогою якого можна здійснювати обстеження мазків з носа замість мазків з ротоглотки, як проводилось до цього часу. Після цього уряд провінції доручив головному секретарю провінції проконсультуватися з медичними експертами, чи буде закупівля цього апарата можливою, і якщо вони визнають це необхідним, оформити замовлення на 100 апаратів. Пізніше кабінет міністрів провінції заявив, що він буде просити федеральний уряд надати спеціальний літак для перевезення апаратів, якщо уряд вирішить їх закупити.
Того ж дня місцевий уряд також вирішив запустити мобільну службу по всій провінції для забезпечення продовольчими пайками бідняків, а також забезпечення виплати заробітної плати для тих, хто втратив заробіток унаслідок епідемії хвороби. Для цієї служби було зарезервовано номер, і особи, які потребували допомоги, могли писати на цей номер текстові повідомлення. Також був створений склад для зберігання пайків з їжею та телефон довіри, який дозволив людям реєструватися для придбання пайків. Уряд провінції також наказав надати 341 мільйон рупій для проведення роботи в районних адміністраціях та витрат на засоби, що надаються паломникам. Незабаром після цього з'явилися повідомлення про те, що індуїстській та християнській меншинам у прибережних районах Карачі відмовлено в пайку. ОрганізаціяWelfare Trust Saylani, яка розподіляла цю допомогу, відповіла, що допомога зарезервована лише для мусульман. 14 квітня Комісія США з питань міжнародної релігійної свободи висловила занепокоєння дискримінацією на релігійному ґрунті. Як повідомляється, інші організації, включаючи Фонд Едхі, Організацію добробуту ДжДС та Джамаат-е-Ісламі, зробили перші кроки для надання допомоги релігійним меншинам.
27 березня вихідні дні в провінції були продовжені до 5 квітня, продовжено закриття ринків та торгових центрів до 10 квітня. Радник уряду провінції Аджмал Вазір заявивла, що уряд ухвалив рішення про звільнення від сплати податків підприємців, щоб послабити фінансовий тиск на підприємців у зв'язку зі зниженням ділової активності та заберегти робочі місця, також уряд зарезервував 17,5 мільярдів рупій для закупівлі пшениці. Для забезпечення районних лікарень терміновими поставками спрямована сума у розмірі 8 мільярдів рупій. Для подальшого посилення карантину уряд Сінду обмежив рух транспорту між 8 годиною ранку та 5 годиною вечора, усі продуктові магазини мали працювати лише до 17 вечора. Ці обмеження набули чинності 28 березня. Провінція Сінд також отримала 500 тисяч масок № 95 з Китаю. 29 березня уряд Сінду схвалив пропозицію звільнити з в'язниці близько 4 тисяч засуджених, щоб запобігти поширенню коронавірусної хвороби у в'язницях провінції.
30 березня головний міністр провінції Саєд Мурад Алі Шах представив мобільний додаток під назвою «Ініціатива допомоги Сінду», за допомогою якої соціальні організації могли зареєструватися для співпраці з урядом провінції щодо доставки пайків для бідних прямо до порогу їх помешкання. Також цього дня мер Карачі Васим Ахтар визначив 5 кладовищ у місті для поховань померлих від коронавірусної хвороби. Він повідомив, що лише кілька найближчих родичів померлих можуть потрапити на кладовище для поховання, додавши, що тіло буде занесено на кладовище із запобіжними заходами, та не буде дозволено останнє прощання з померлим. Мер також звернувся до національного управління з питань надзвичайних ситуацій, уряду провінції та губернатора Імрана Ісмаїла з проханням про надання коштів для придбання необхідного обладнання та апаратів штучного дихання для найбільших лікарень Карачі. Уряд Сінду видав розпорядження, в якому приватним учбовим закладам по всій провінції було наказано виплачувати повну зарплату своїм учителям вчасно за графіком. Також було оголошено ще одну директиву щодо заводів та інших приватних підприємств, що працюють у провінції, щодо виплати заробітної плати своїм працівникам до 31 березня.
2 квітня уряд Сінду продовжив суворий карантин до 14 квітня. Він також оголосив про нові обмеження, закривши усі культові споруди та інші місця поклоніння, одночасно призупинивши рух міжміського та внутрішньоміського громадського транспорту. Також обмежено пересування людей з 17:00 до 08:00, за винятком персоналу збройних сил, лікарів та інших медичних працівників, осіб, які потребують негайної медичної допомоги, та осіб, які перевозять життєво необхідні товари. На початку квітня уряд Сінду придбав для провінції 50 тисяч наборів для тестування.
30 липня 2021 року головний міністр Сінду Саєд Мурад Алі Шах запровадив 8-денний частковий локдаун у Карачі, найбільшому місті Сінду, для боротьби з 4-ю хвилею COVID-19 у місті. Усі магазини не першої необхідності, навчальні заклади були закриті, а в ресторанах також було заборонено їсти як в залі, так і проводити обслуговування на винос. Федеральний міністр інформації та телерадіомовлення Фавад Чаудрі розкритикував карантинні заходи, назвавши їх «атакою на економіку». 8 серпня уряд Сінду припинив локдаун і запровадив нові обмеження, які були набагато м'якшими, ніж попередні.
У середу, 30 червня 2022 року, уряд Сінду зафіксував коефіцієнт позитивного зараження COVID-19 у 5,4 %. Збільшилася кількість зареєстрованих випадків у Карачі, а за останні 24 години по всій провінції було проведено 4582 тести, з яких 248 осіб дали позитивний результат на COVID-19. У провінції було 2947 активних випадків коронавірусу.

### Белуджистан

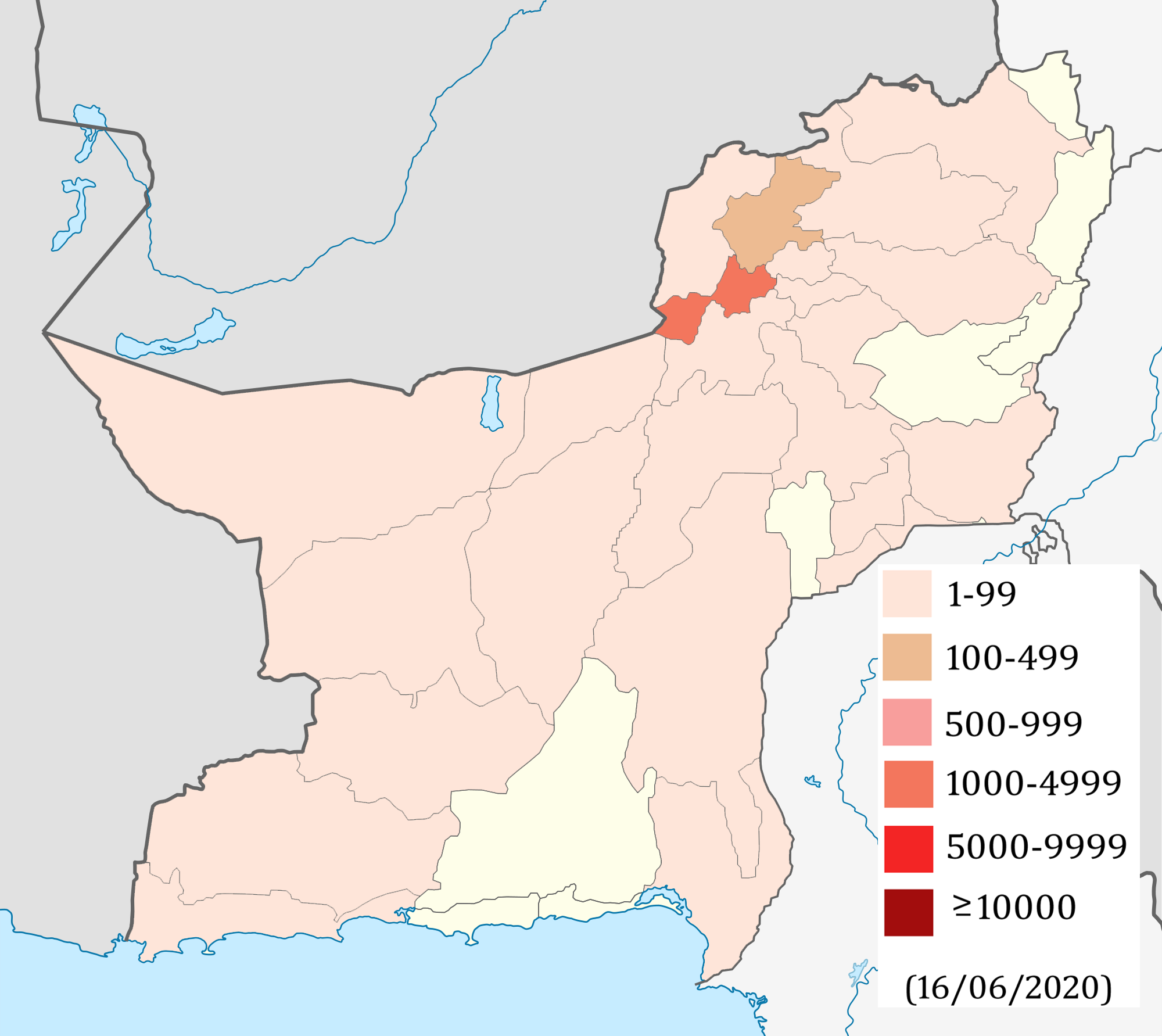
Карта районів із підтвердженими випадками в Белуджистані

Уряд Белуджистану в кінці січня 2020 року створив технічний комітет в складі 14 членів для боротьби зі спалахом коронавірусної хвороби. Усі учбові заклади в провінції були закриті до 31 березня. Міністр провінції Белуджистан Сардар Яр Мохаммад Рінд заявив, що будуть вжиті заходи проти учбових закладів, які не виконують цього рішення. Перенесені також іспити на атестат про здобуття середньої освіти. Белуджистан, як і інші провінції, також просив розмістити армію для підтримки дотримання карантинних вимог.
24 березня уряд Белуджистану ввів локдаун на всій території провінції до 7 квітня. Цей захід включав повну заборону виходу з помешкання на вулицю, проведення будь-яких громадських та релігійних зібрань, чи будь-яких громадських чи приватних заходів. Усі державні та приватні заклади наказано закрити. Виключення допускалось лише для персоналу лікарень, лабораторій та магазинів медичної техніки, співробітників правоохоронних органів, хворих, які потребують невідкладної медичної допомоги з одним супроводжуючим, для однієї особи з родини, яка закупляє продукти та ліки в районі свого проживання, а також участь у поховальній церемонії. У приватному транспорті могла знаходитись лише одна особа. Персоналу засобів масової інформації, працівникам медіахолдингів та кореспондентам також дозволено вільно пересуватися. Державні та приватні телекомунікаційні компанії, персонал банків з частковим державним капіталом, оборонні підприємства, підприємства з виробництва харчових продуктів та доставки їжі, продуктові магазини, автозаправні станції та автомайстерні, та громадські організації, які надають послуги, отримали дозвіл на продовження роботи в період карантину. Як і в Гілгіт-Балтистані та Ісламабаді, в Белуджистані запроваджено повний локдаун. В п'яти районах, які межують з Іраном, 24 березня було введено надзвичайний стан.
30 березня було проведено фумігацію в центральній в'язниці Кветти, одночасно розпилювальні насоси та дезінфікуючі засоби були розподілені по 10 районах провінції. 31 березня уряд Белуджистану виділив 500 мільйонів рупій на модернізацію, ремонт та створення нових карантинних центрів у районах Кветти, Чаману, Тафтану та кількох інших районах провінції. 7 квітня уряд провінції подовжив термін локдауну ще на тиждень до 21 квітня. 8 квітня міністр фінансів провінції Захур Буледі повідомив, що під час локдауну буде надано податкову пільгу в розмірі 1,5 мільярда рупій.

### Хайбер-Пахтунхва

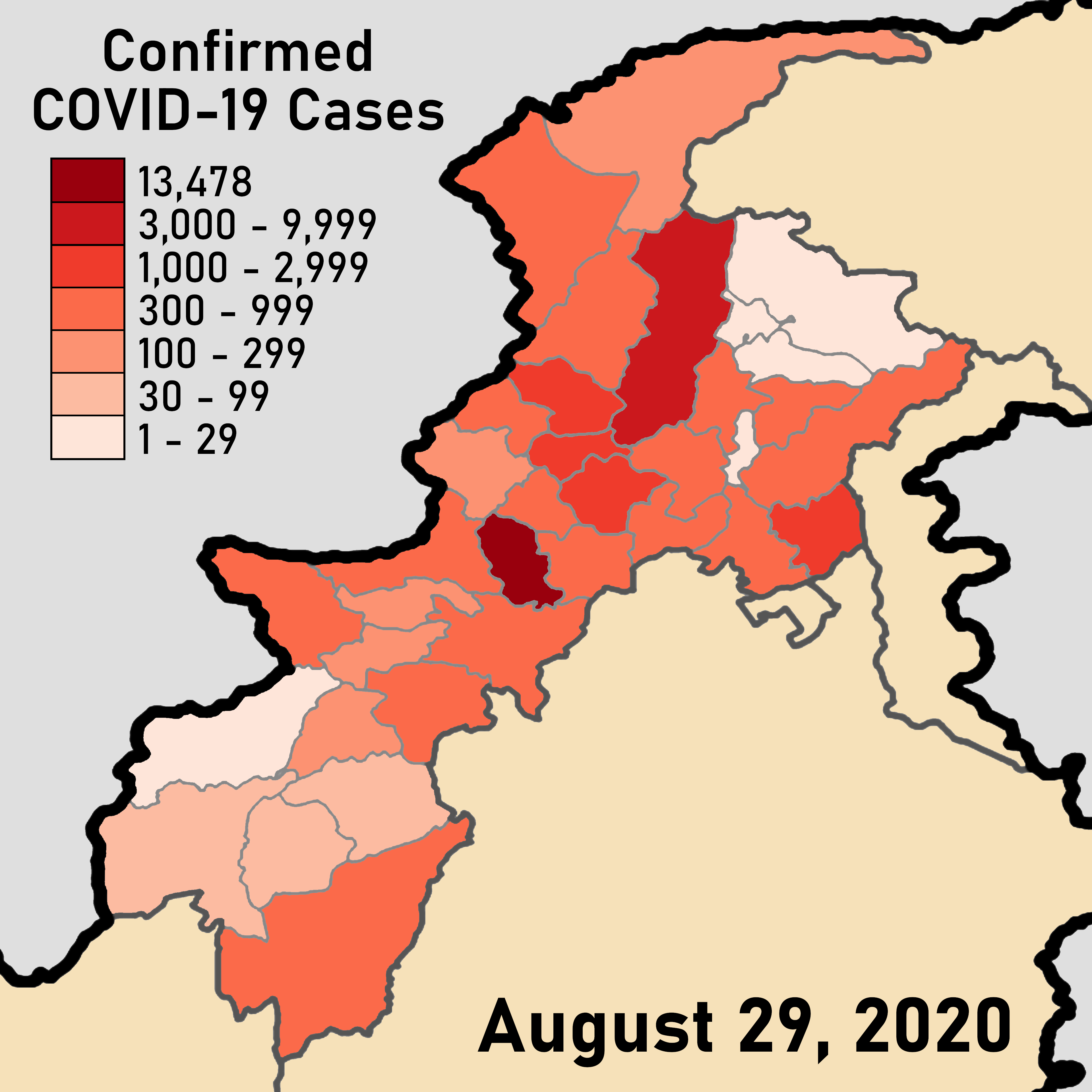
Карта районів з підтвердженими випадками COVID-19 у провінції Хайбер-Пахтунхва

Уряд провінції Хайбер-Пахтунхва для запобігання поширення коронавірусної хвороби закрив до 5 квітня 2020 року всі навчальні заклади в провінції та відклав проведення усіх громадських заходів на невизначений термін. 22 березня на 7 днів було заборонено рух громадського транспорту між районами провінції. У провінції оголошено частковий локдаун терміном на 3 дні.
24 березня Верховний суд Пешавару постановив закрити всі суди у провінції до 28 березня. До судів дозволено заходити лише найвищим посадовим особам суду, в приміщенні суду могла перебувати лише одна особа. 27 березня на пунктах перетину меж районів провінції розміщено пости для скринінгу хворих із COVID-19.
26 березня голова уряду провінції Махмуд Хан заявив, що уряд прийняв на роботу 1300 нових лікарів на всій території провінції для подолання епідемії коронавірусної хвороби. Комісія державної служби провінції також схвалила додатковий прийом на роботу ще 635 лікарів, які будуть працювати в системі охорони здоров'я провінції.
29 березня уряд провінції схвалив виділення 32 мільярдів рупій на пакет економічної допомоги, для надання допомоги широким верствам населення та більшій частині підприємців, які постраждали внаслідок епідемії коронавірусної хвороби. Міністр інформації провінції Аджмал Вазір заявив на прес-конференції, що пакет допомоги включає 11,4 мільярда рупій, які отримують 1,9 мільйона постраждалих сімей, 3 мільярди рупій буде надано в рамках програми «Ехсаас», і 2 мільярди рупій надасть уряд провінції. Він також додав, що бізнес-спільнота провінції також була звільнена від сплати податків на суму 5 мільярдів рупій, а провінційний уряд закупив 500 нових діагностичних наборів для тестування на коронавірус.
30 березня всі райони провінції отримали нове медичне устаткування, зокрема кисневі концентратори, серцеві монітори, інфузійні помпи, катетери для діалізу, та засоби індивідуального захисту.
Управління з надзвичайних ситуацій провінції направило 50 тисяч масок № 95 до установ, що займаються боротьбою з епідемією у провінції. Загалом 8 тисяч комплектів захисного одягу та головних уборів, 750 літрів дезінфікуючих засобів, та 5 тисяч наборів для тестування отримали установи охорони здоров'я провінції. На початку квітня також закуплено додаткові 20 тисяч наборів для тестування.
Асоціація торговців Хайбер-Пахтунхви Сархадська торгова палата не підтримала дії провінційного уряду, з одного боку була стурбована обмеженням постачання електроенергії, що призводило до втрат підприємцями, з іншого боку бізнес-асоціації не бажали працювати з карантинними обмеженнями, встановленими урядом під час Рамадану, оскільки вони не могли компенсувати свої витрати.

### Гілгіт-Балтистан

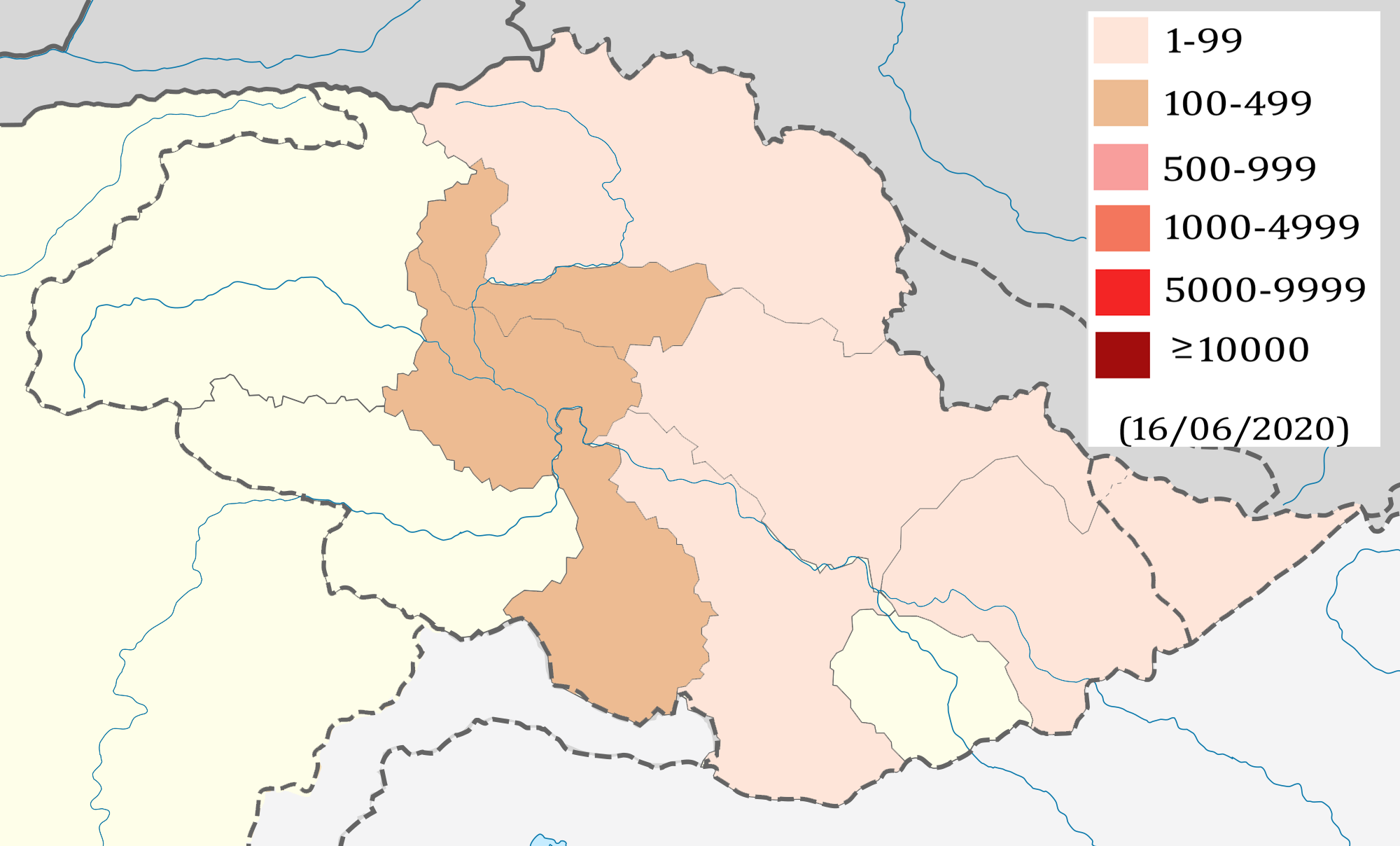
Карта районів із підтвердженими випадками в провінції Гілгіт-Балтистан.

12 березня уряд провінції Гілгіт-Балтистан запровадив у регіоні стан надзвичайної ситуації в галузі охорони здоров'я після реєстрації кількох випадків коронавірусної хвороби. Усі навчальні заклади в провінції для попередження поширення хвороби були закриті до 5 квітня. Як і в Ісламабаді, в провінції введено карантинні обмеження згідно параграфу № 144.
22 березня уряд провінції вирішив запровадити в провінції локдаун на невизначений термін і призупинив рух міжміського транспорту в провінції. До підтримання стану локдауну залучено парамілітарні структури..
27 березня уряд Китаю передав медичне обладнання та 10 тонн інших товарів уряду Гілгіт-Балтистану для допомоги у боротьбі з поширенням коронавірусної хвороби. Серед медичного обладнання були 5 апаратів штучної вентиляції легень, 2 тисячі масок № 95, 200 тисяч масок для обличчя, 2 тисячі наборів для тестування, та комплекти захисного одягу. Того ж дня уряд провінції ухвалив рішення про проходження тестування на COVID-19 всіма особами, які перетинають кордон країни в районі Тафтану. Уряд провінції також вирішити закрити всі навчальні заклади у провінції до 5 квітня для запобігання поширенню хвороби. 31 березня співробітники Всесвітньої організації охорони здоров'я долучились до боротьби із епідемією в регіонах, надавши допомогу в обробці статистичних даних на районному рівні. 2 квітня згідно вказівок федерального уряду карантин у провінції продовжено до 14 квітня. 8 квітня провінційний уряд вирішив продовжити локдаун до 21 квітня.

### Азад Кашмір

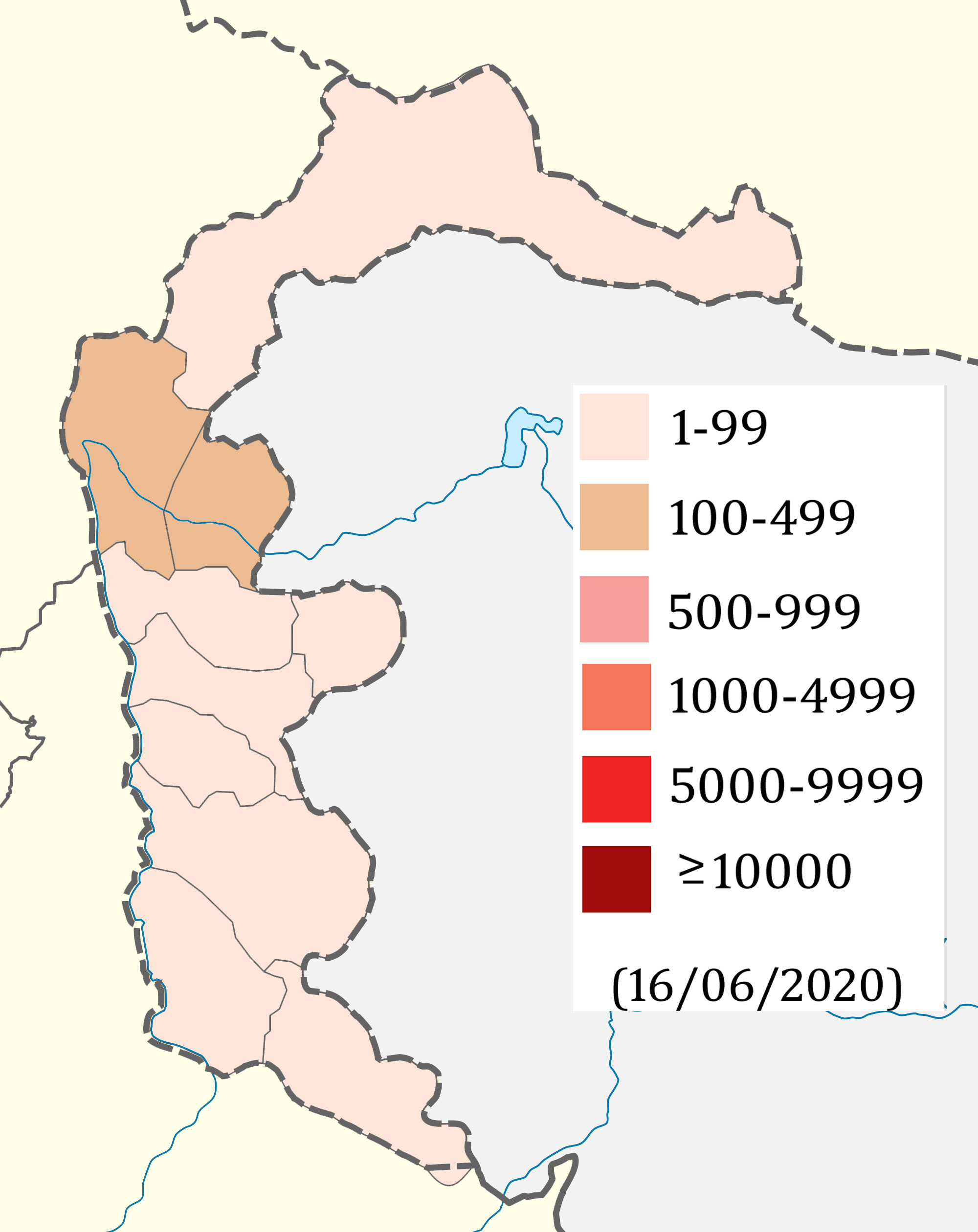
Карта районів із підтвердженими випадками хвороби в провінції Азад-Кашмір

14 березня уряд провінції Азад Кашмір після засідання ради національної безпеки оголосив у провінції надзвичайну ситуацію в галузі охорони здоров'я. Уряд також повідомив про закриття всіх навчальних закладів до 6 квітня, та відкладення іспитів у навчальних закладах. Прем'єр-міністр провінції Раджа Фарук Хайдер також заявив, що у всіх 11 пунктах в'їзду до провінції встановлено карантинні пости, у всіх 10 районах провінції розгорнуті карантинні заклади. 21 березня запроваджено призупинення транспортного сполучення між районами провінції на три дні. Також заборонено виїзд та в'їзд громадського транспорту за межі провінції. Прем'єр-міністр попередив, що порушники карантинних обмежень будуть покарані згідно із законом про епідемічні хвороби.
23 березня прем'єр-міністр провінції оголосив про закриття регіону на 3 тижні. Пересування людей у межах провінції було обмежено, та видано спеціальні перепустки для журналістів та людей, які виїздять за межі свого населеного пункту у зв'язку з невідкладними обставинами, на території провінції дозволено виходити для покупки продуктів лише одній людині з кожної родини.
30 березня дві вірусологічні лабораторії Інституту медичних наук Аббаса в Музаффарабаді розпочали проведення ПЛР-тестів на COVID-19. 2 квітня локдаун у провінції продовжений згідно вказівок федерального уряду до 14 квітня.

### Ісламабад
21 березня міська адміністрація наклала на столичну область суворі карантинні обмеження строком на 15 днів. Видано розпорядження про закриття всіх ресторанів та торгових центрів, на порушників карантинних обмежень можуть бути накладені суворі покарання. Профспілкова рада регіону Бхара-Каху була закрита після того, як 23 березня у ній зареєстровано 11 підозр на коронавірусну хворобу.
25 березня центральний уряд країни закрив амбулаторні відділення лікарень у столиці для стримування поширення коронавірусної інфекції, працювати залишились лише екстрені служби. Заступник мера столиці Хамза Шафкат опублікував повідомлення, в якому оголосив про повну заборону на переміщення людей у місті, між районами та провінціями країни в громадському транспорті. Проте метро буде працювати з дозволом посадки і висадки на станціях, проте відстань між пасажирами має бути не менше 1 метру. Крім того заборонені всі громадські та приватні масові заходи, жодна особа не мала права покидати свій міський район. 2 квітня локдаун в столичній федеральній території згідно вказівок центрального уряду продовжено до 14 квітня.

## Вплив епідемії

### Політика
15 березня на відеоконференції країн-членів СААРК з питань боротьби з поширенням коронавірусної інфекції міністр охорони здоров'я Пакистану Зафар Мірза закликав Індію негайно зняти локдаун в індійській частині Кашміру, щоб розпочати проведення заходів щодо стримування поширення коронавірусної інфекції.
22 березня прем'єр-міністр Пакистану Імран Хан закликав президента США Дональда Трампа тимчасово зняти санкції з Ірану. У своєму твіттері він заявив: «Я хочу звернутися до президента Трампа, щоб він скасув санкції проти Ірану до закінчення пандемії COVID-19 з гуманітарних мотивів». Того ж дня міністр закордонних справ Шах Мехмуд Куреші підняв питання виплати зовнішнього боргу Пакистану, а саме послаблення виплаті позик під час пандемії коронавірусної хвороби, у телефонній розмові з міністром закордонних справ Німеччини Гайко Маасом. У цій розмові Куреші сказав міністру закордонних справ Німеччини, що для боротьби з пандемією потрібні об'єднані зусилля, та що послаблення у виплаті боргу може допомогти Пакистану краще вирішити проблему боротьби зі спалахом коронавірусної хвороби в країні. Також міністр закордонних справ Пакистану заявив, що слід негайно зняти санкції з Ірану, щоб він міг використати власні ресурси для боротьби з епідемією коронавірусної хвороби в країні. У відповідь Маас запевнив його, що це питання буде підніматися на майбутньому засіданні G7 та конференції міністрів закордонних справ Європейського Союзу наступного тижня. Міністр закордонних справ Пакистану також повторив необхідність скасування санкцій проти Ірану, зателефонувавши 24 березня міністру закордонних справ Франції Жану-Іву Ле Дріану та міністру закордонних справ Іспанії Аранчі Гонсалес Лая.
Згідно повідомлення кореспондента Беназір Шах з арабського новинного агентства, станом на 16 червня щонайменше у 97 членів національних та провінційних законодавчих зборів виявили позитивний результат на COVID-19, і 6 з них померли.

### Економіка
2 квітня уряд Пакистану повідомив, що економіка Пакистану втратила 2,5 трильйона рупій внаслідок пандемії коронавірусної хвороби. Для забезпечення утримання працевлаштування людей під час економічної кризи, спричиненої пандемією, уряд запровадив низку державних програм. Зокрема, під час епідемії продовжувались роботи у програмі відновлення лісів у Пакистані, в якій було зайнято 60 тисяч осіб. 2 червня було повідомлено, що експорт манго зменшився у зв'язку з пандемією COVID-19. 5 червня уряд Пакистану повідомив про плани приватизації ряду державних підприємств, включно з державним пакистанським металургійним комбінатом. Це призвело до звільнення понад 9300 працюючих, які стали безробітними. 20 червня міністерство внутрішніх справ Пакистану повідомило, що пункти перетину кордону Торкхем і Спін-Болдак будуть відкриті шість днів на тиждень із дотриманням суворих санітарних заходів. 22 червня Пакистан відкрив свої пункти перетину кордону з Афганістаном, дозволивши пропуск товарів уперше за три місяці. 15 липня Пакистан дозволив пропуск товарів з Афганістану до Індії через пункт перетину кордону Вага після вжиття необхідних карантинних заходів щодо запобігання поширення COVID-19. 17 липня Китай привітав відновленню товарообороту між Афганістаном і Пакистаном після відкриття 5 пунктів пропуску кордону, зокрема Торкхем, Чаман, Гулам-хан, Ангур Ада і Данд-е-Патан.

### Медичні працівники
Федеральний уряд Пакистану розпочав виплати пакетів допомоги медичним працівникам. Цей пакет видавався сім'ям лікарів або фельдшерів, які померли під час надання допомоги хворим коронавірусною хворобою, після чого їм надавався статус мученика, а їхні сім'ї отримували б компенсацію як сім'я мученика.
Правоохоронні органи Пакистану подарували знак почесної гвардії медпрацівникам країни як знак поваги до лікарів та середнього медичного персоналу, які борються зі спалахом COVID-19 у різних містах на всій території країни. Медичний персонал лікарні Мейо в Лахорі отримав знак почесної гварії від поліції містаза зусилля, спрямовані на боротьбу з епідемією коронавірусної хвороби в Пакистані. Дотримуючись соціального дистанціювання (домашній карантин) як прості громадяни Пакистану, так і відомі особи країни, підняли білі прапори по всьому Пакистану зі своїх балконів та дахів, висловлюючи повагу до лікарів та парамедиків, які сміливо борються з епідемією COVID-19 у країні.
Наприкінці березня уряд Пенджабу оголосив про виплату одномісячної допомоги для медичних працівників. Якщо медичний працівник помре під час епідемії, допомога на померлого буде включена до пакету допомоги регіонального уряду. Медичним працівникам по всій провінції також було надано додаткову місячну зарплату на знак визнання їх послуг.
Газета «The Guardian» взяла інтерв'ю у лікаря, який сказав, що неправильна тактика боротьби із спалахом хвороби «пригнічує і турбує його». Лікарі в Пакистані скаржились на відсутність засобів індивідуального захисту, необхідних для боротьби з коронавірусною хворобою, та на часте інфікування лікарів без засобів захисту, які могли в свою чергу інфікувати інших хворих. 6 квітня поліція розігнала акції протесту в Кветті за участю понад 100 лікарів, які вимагали покращення забезпечення засобами індивідуального захисту. Поліція заарештувала 53 лікарів, причетних до цих акцій протесту, а медичні працівники повідомили, що їх побила та принизила поліція.
До 7 травня більш ніж 500 пакистанських медичних працівників інфікувались COVID-19. Організація «Human Rights Watch» розкритикувала закриття пологових відділень у низці лікарень у зв'язку з тим, що частина медичних працівників інфікувалася під час відвідування пологових відділень. «Human Rights Watch» стверджувала, що це поставило під ще більшу загрозу вже послаблене репродуктивне здоров'я пакистанських жінок. Згідно пізніших досліджень, пандемія COVID-19 серйозно зачепила й стоматологів.

### Спорт
Побоювання поширення коронавірусної інфекції насторожили уряд провінції Сінд, який 13 березня повідомив, що решта матчів Суперліги Пакистану з крикету 2020 року, заплановані в Карачі, будуть проводитись без глядачів. Також Пакистанський крикетний союз запропонував закордонним гравцям, які грають у пакистанській лізі, повернутися на батьківщину (за їх бажанням), Суперліга буде дограватися за графіком. 10 закордонних гравців та один закордонний співробітник вирішили залишити країну. Фінальний матч в Лахорі, який мав відбутися 22 березня, було перенесено на 18 березня.
17 березня 2020 року матчі раунду плей-оф (як півфіналу, так і фіналу) Суперліги Пакистану з крикету були відкладені на невизначений термін через раптовий стрибок випадків коронавірусної хвороби в країні.
Матчі другого футбольного дивізіону Пакистану, які відновились після шестирічної перерви, гралися до 16 березня 2020 року. 16 березня 2020 року Федерація футболу Пакистану повідомила про те, що матчі перенесені на невизначений термін.
Федеральний міністр з питань координації провінційних та центрального урядів Фехміда Мірза 30 березня оголосив про створення фонду для покриття всіх медичних витрат спортсменам, інфікованим COVID-19 в Пакистані.

### Релігія
Соціальне дистанціювання є важливим засобом для боротьби з пандемією COVID-19, у зв'язку з чим частина релігійних громад потрапили під шквал критики в Пакистані. Після повернення з Ірану частини вірних релігійної конгрегації Джамаат Табліг виникло занепокоєння через можливість завезення інфекції з-за кордону та посилення спалаху в країні. Проте під час Курбан-байраму кількість випадків хвороби пішли на спад.
Кардинал католицької Церкви Джозеф Кутс закликав вірних дотримуватися належних заходів щодо запобігання поширенню коронавірусної хвороби та закликав до міжконфесійної солідарністі під час епідемії:

Я також закликаю своїх християнських братів, які хотіли б прийти до церков у п'ятницю та неділю, уникати великих зібрань. Зрештою, Всевишній винагородить вас за ваші діяння. Якщо ми не зможемо піти до церкви, мечеті чи храму, ми можемо молитися або поклонятися Богу вдома з родиною, Бог нас почує. Ми, люди всіх вір, повинні молитися Богу, щоб врятував нас від цієї напасті.
Оригінальний текст (англ.)
I also call upon my Christian brethren who would want to come to churches on Friday and Sunday to avoid large gatherings. In the end, the Almighty will reward you for your intentions. If we can’t go to a church, mosque or temple, we can pray or worship at home with our families, God shall hear us. We, the people of all faiths, should pray to God to save us from this plague..

### Безробіття
Міністерство планування підрахувало, що від 12,3 до 18,5 мільйонів осіб стануть безробітними у Пакистані внаслідок епідемії коронавірусної хвороби. За підрахунками кількість повністю безробітних у Пакистані досягне 6,65 мільйонів осіб 2020—2021 фінансовому році порівняно з 5,80 мільйонів у попередньому фінансовому році. Пандемія COVID-19 названа одним із найбільших факторів, що спричиняє зростання рівня безробіття, особливо серед вразливих верств населення та працівників із поденною заробітною платою.

### Кінець обов'язкових карантинних обмежень
16 березня голова командно-оперативного центру Асад Умар оголосив про припинення обов'язкових карантинних обмежень, крім вакцинації. У розмові з ЗМІ він сказав, що уряд може знову запровадити обмеження, якщо кількість випадків зросте. За словами Асада, рішення було прийнято внаслідок постійного зниження поширення коронавірусу.